# Biserica de lemn din Zdrapți

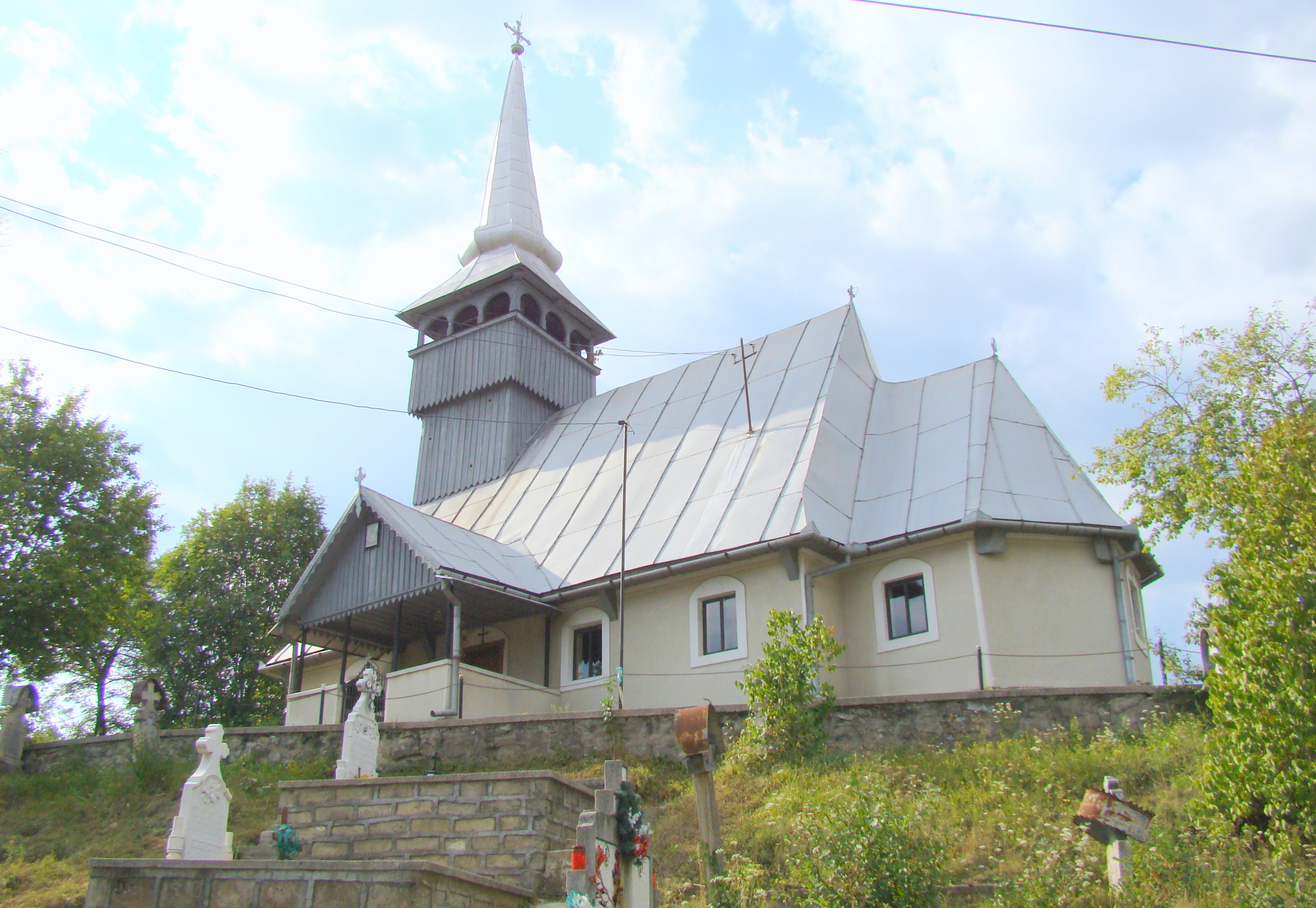
Biserica de lemn „Sfântul Mare Mucenic Dimitrie” din Zdrapți, comuna Crișcior, județul Hunedoara, foto: august 2009.

Biserica de lemn din Zdrapți, comuna Crișcior, județul Hunedoara a fost ctitorită în anul 1852. Are hramul „Sfântul Mare Mucenic Dimitrie”. Nu figurează pe noua listă a monumentelor istorice. Lăcașul de cult a trecut prin reparații capitale între anii 1984-85, iar în anul 2006 a fost pictat în tehnică tempera de către pictorul Dorel Beșleagă.

## Istoric și trăsături
În comuna Crișcior, doar satul Zdrapți adăpostește o biserică din lemn; închinată „Sfântului Mare Mucenic Dimitrie”, aceasta a fost construită în anul 1852, în timpul păstoririi preotului Nicolae Comșa. Lăcașul este compus dintr-un altar pentagonal decroșat, un naos spațios, precedat pe latura sudică de un pridvor din țevi metalice. Pronaosul tăvănit, cu o altă intrare, apuseană, este suprapus de un turn-clopotniță zvelt, cu foișor deschis și fleșă impunătoare. Lăcașul de cult este acoperit, integral, cu tablă. Tencuită în cursul amplei renovări din anii 1984-1985, biserica a fost împodobită mural în 2006, în tehnica „tempera”, de Dorel Beșleagă din Tălmaciu (județul Sibiu); din zestrea murală originară provin doar icoanele împărătești și pictura tâmplei. O înaintașă a edificiului actual apare menționată atât în tabelele conscripțiilor din 1733, 1750, 1751-1761, 1805 și 1829-1831, cât și pe harta iosefină (1769-1773).

## Imagini din interior

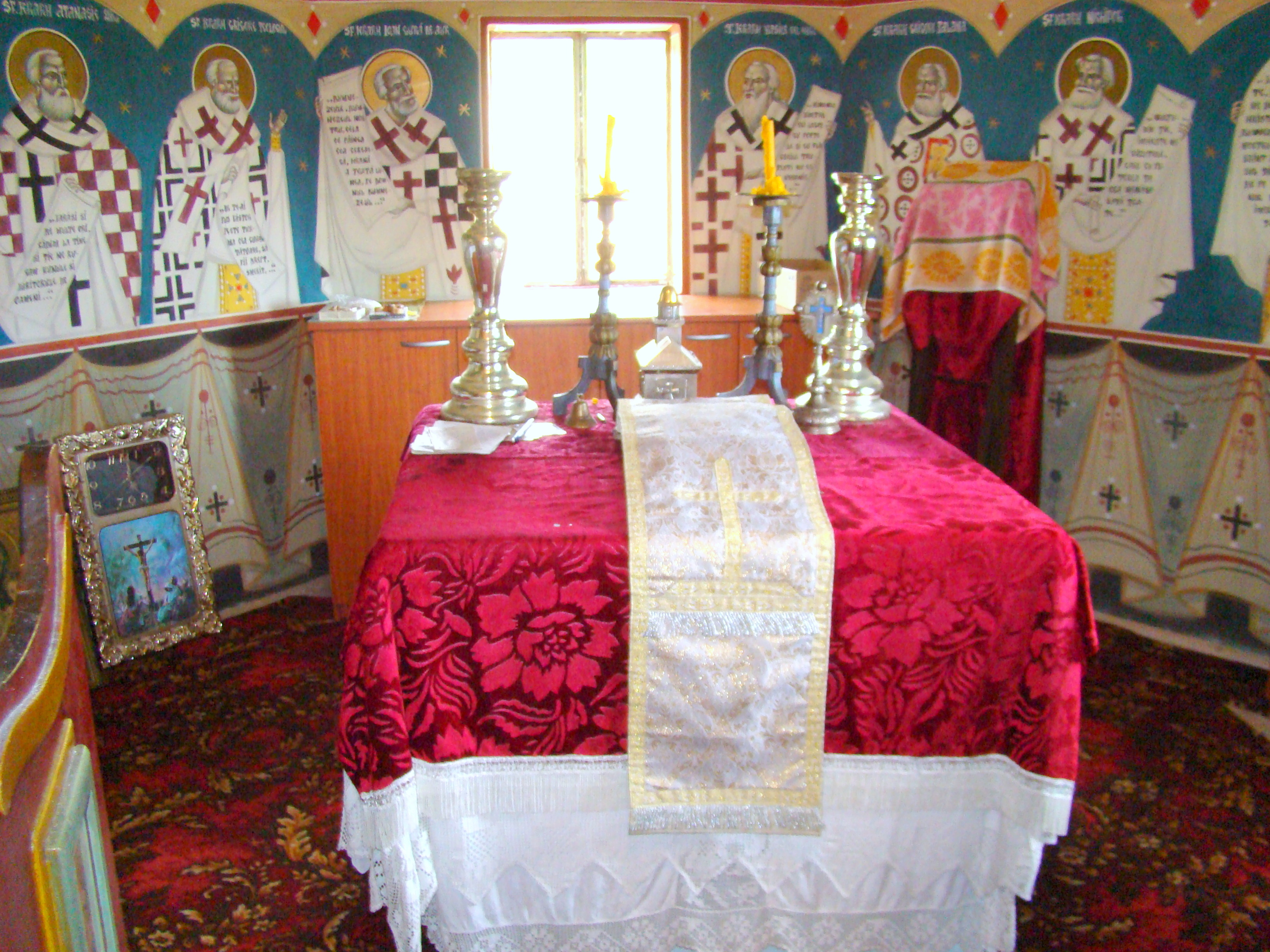
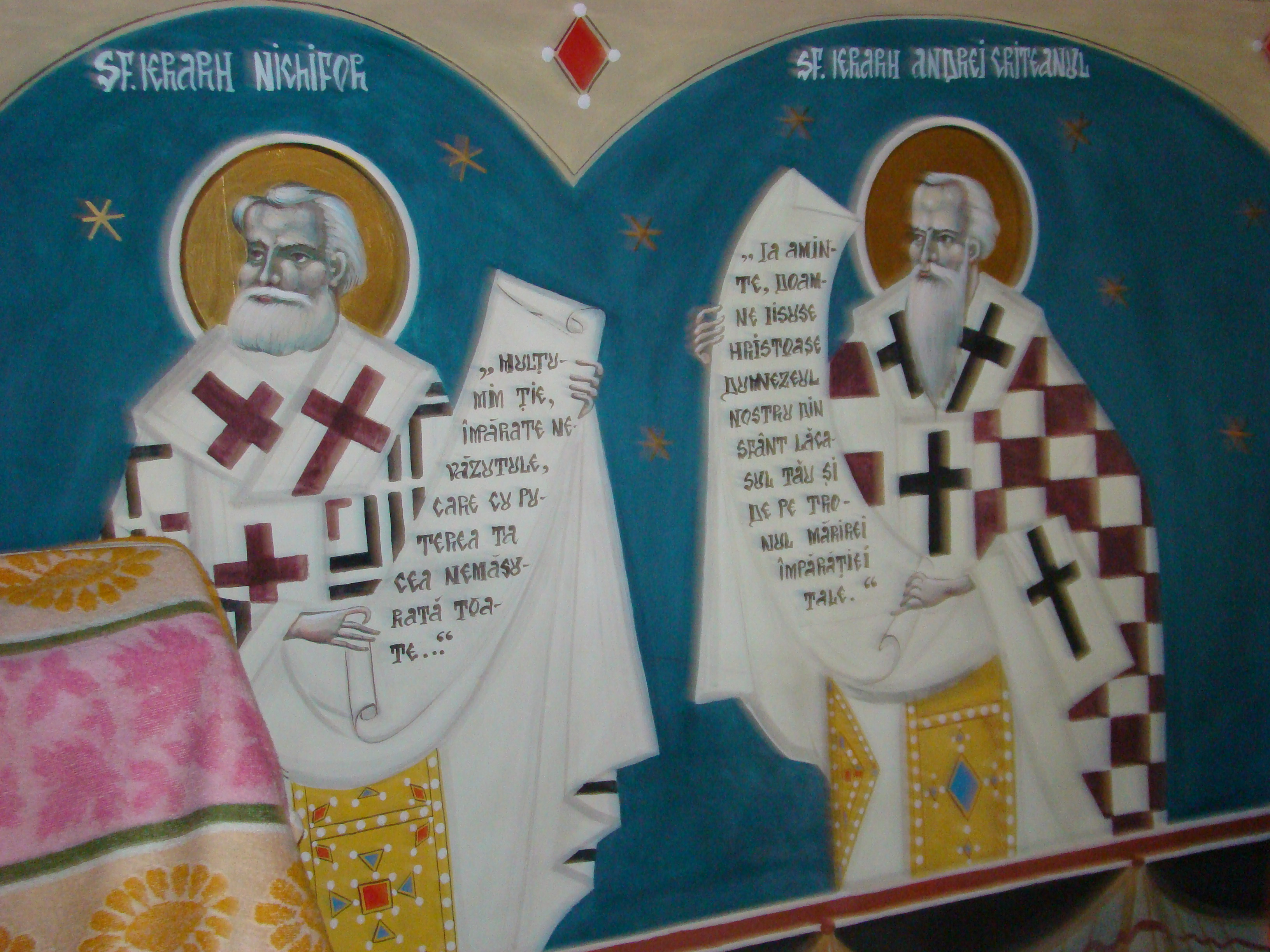
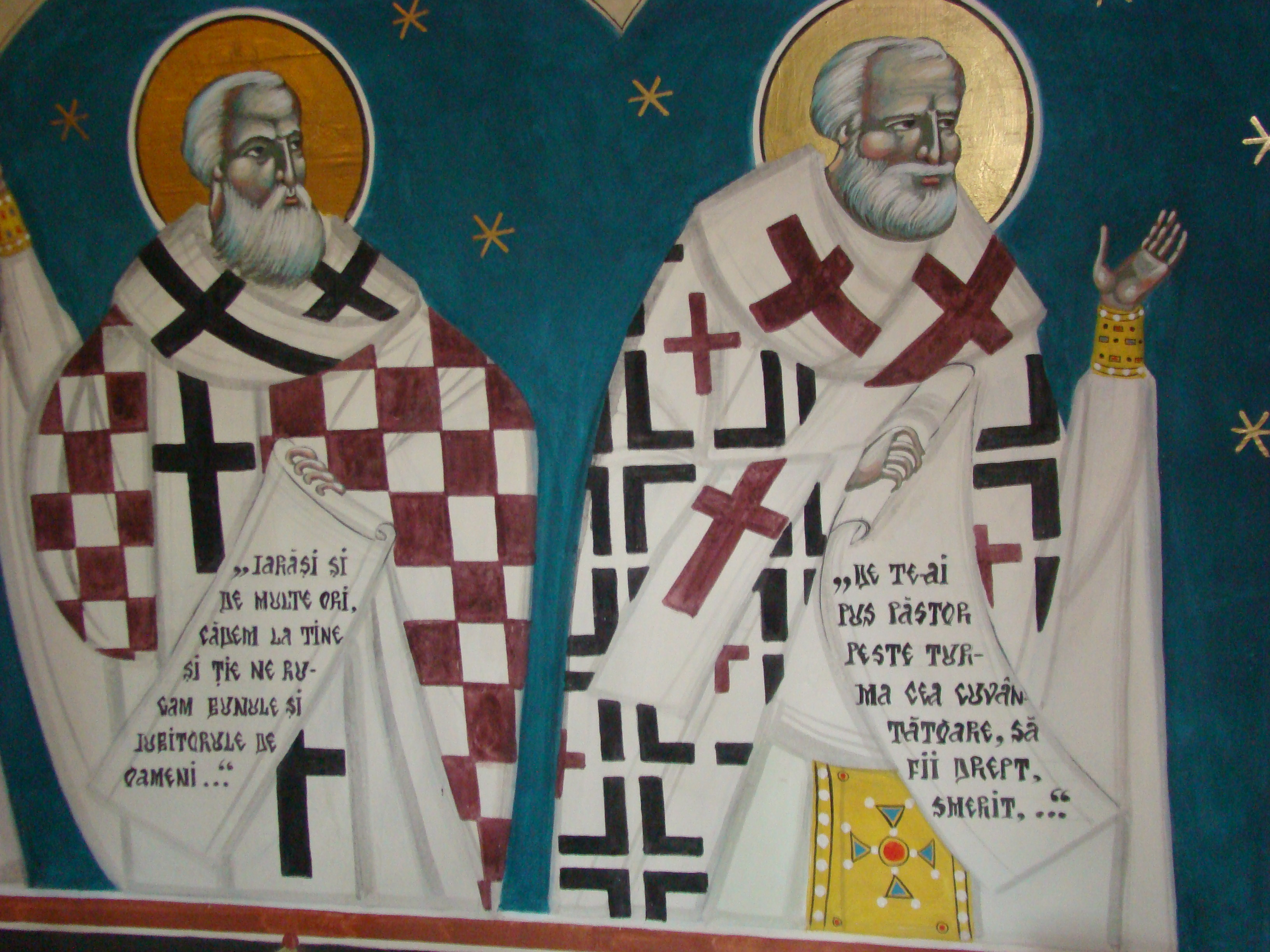
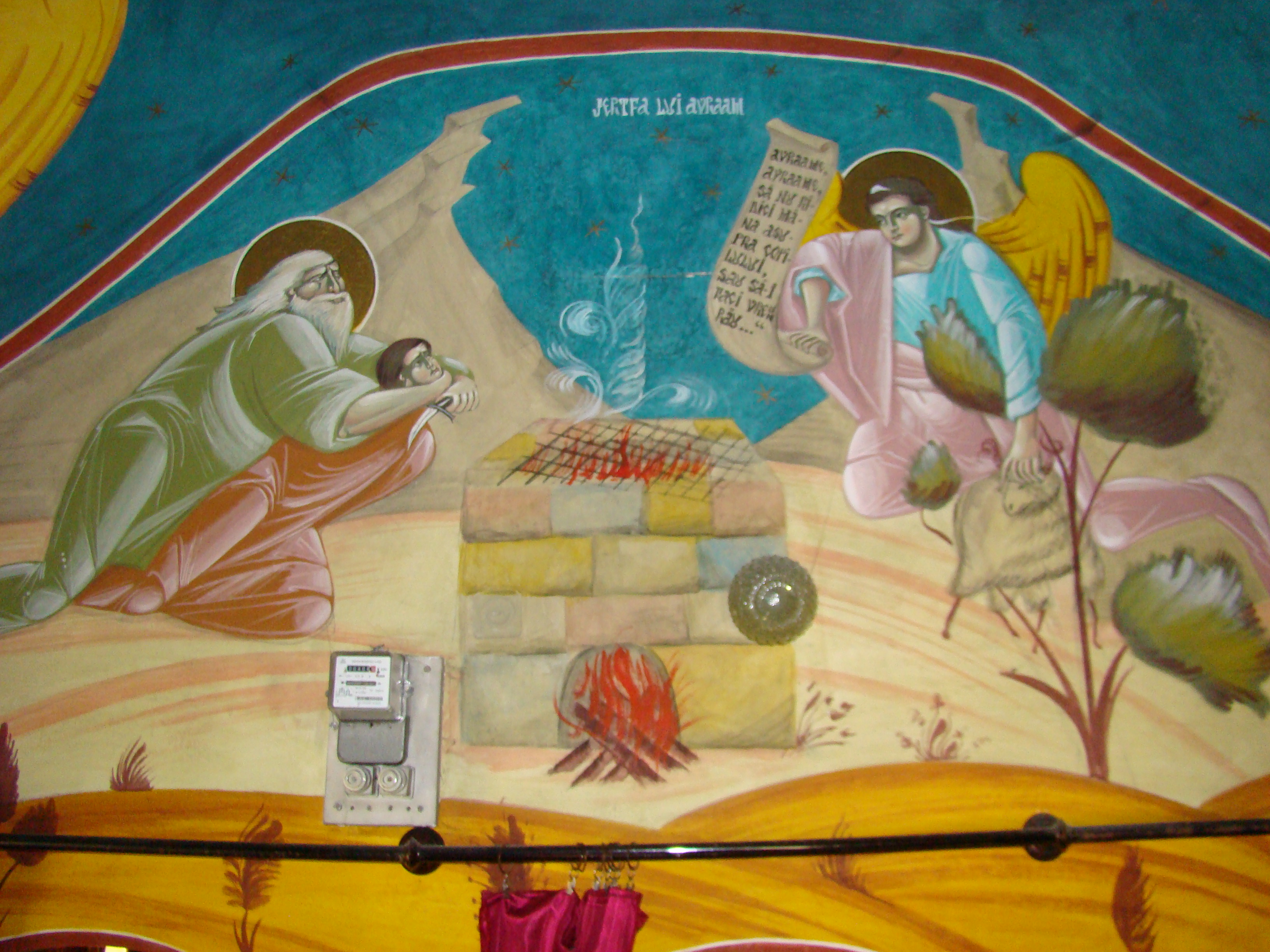
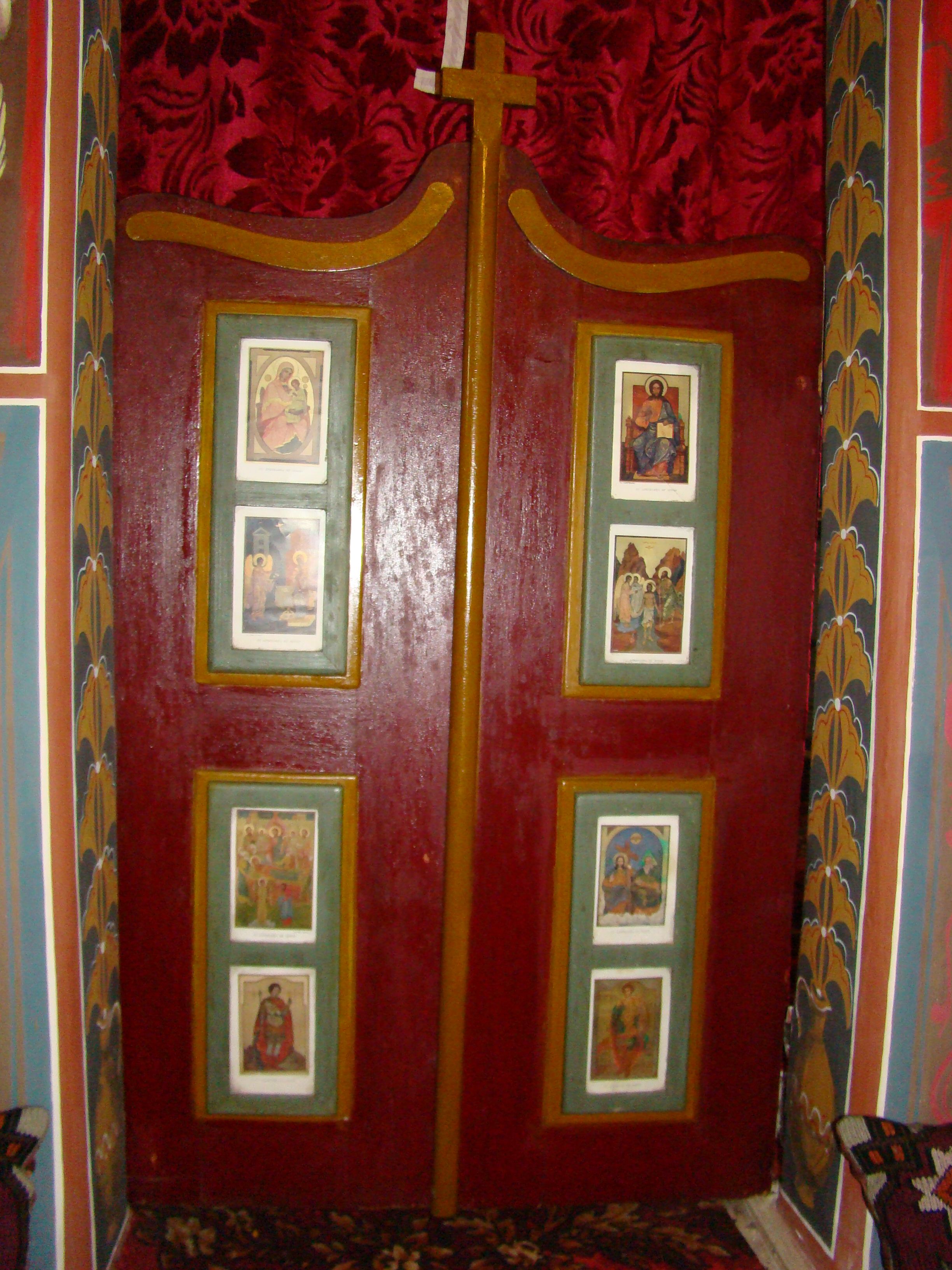
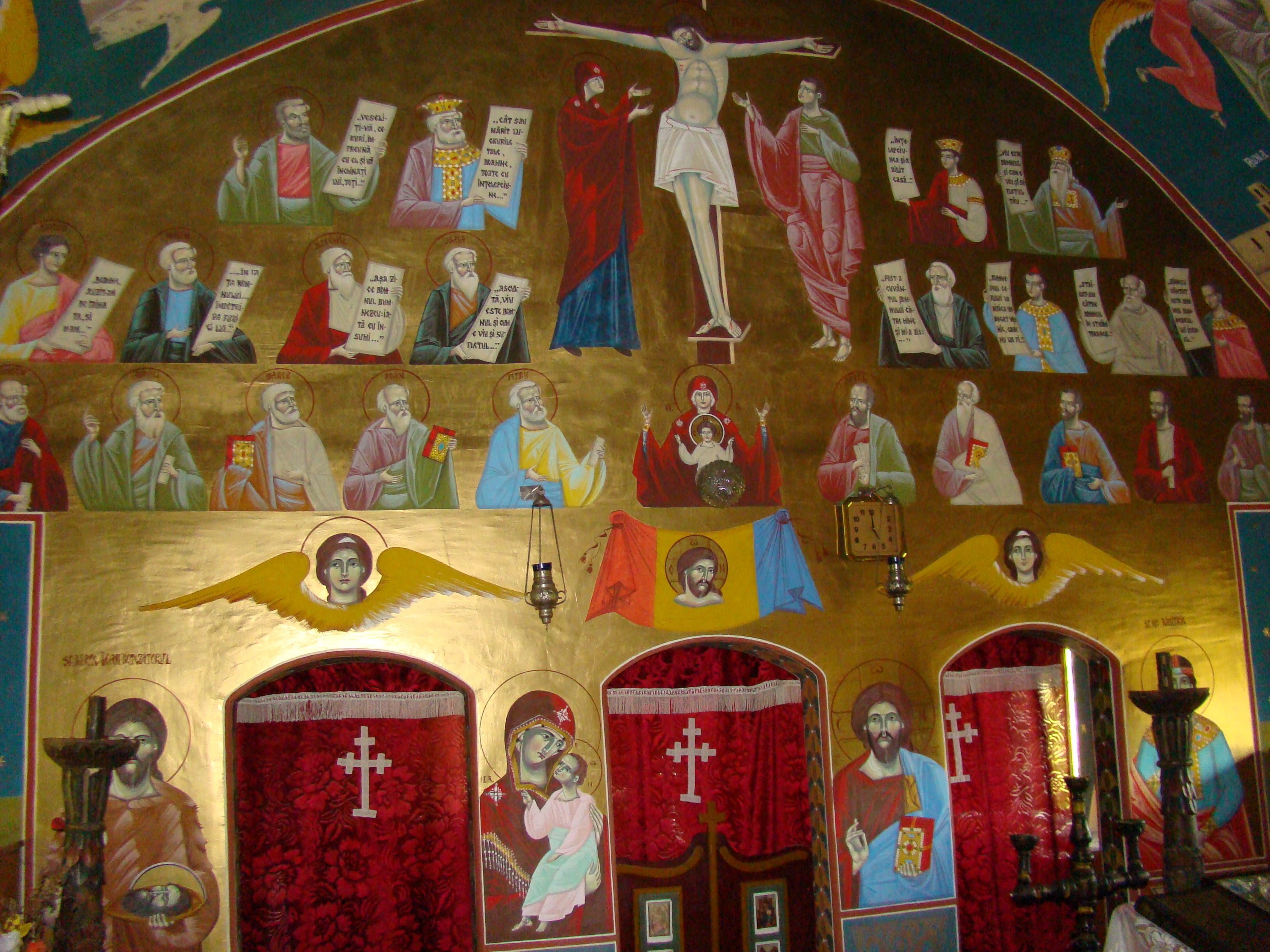
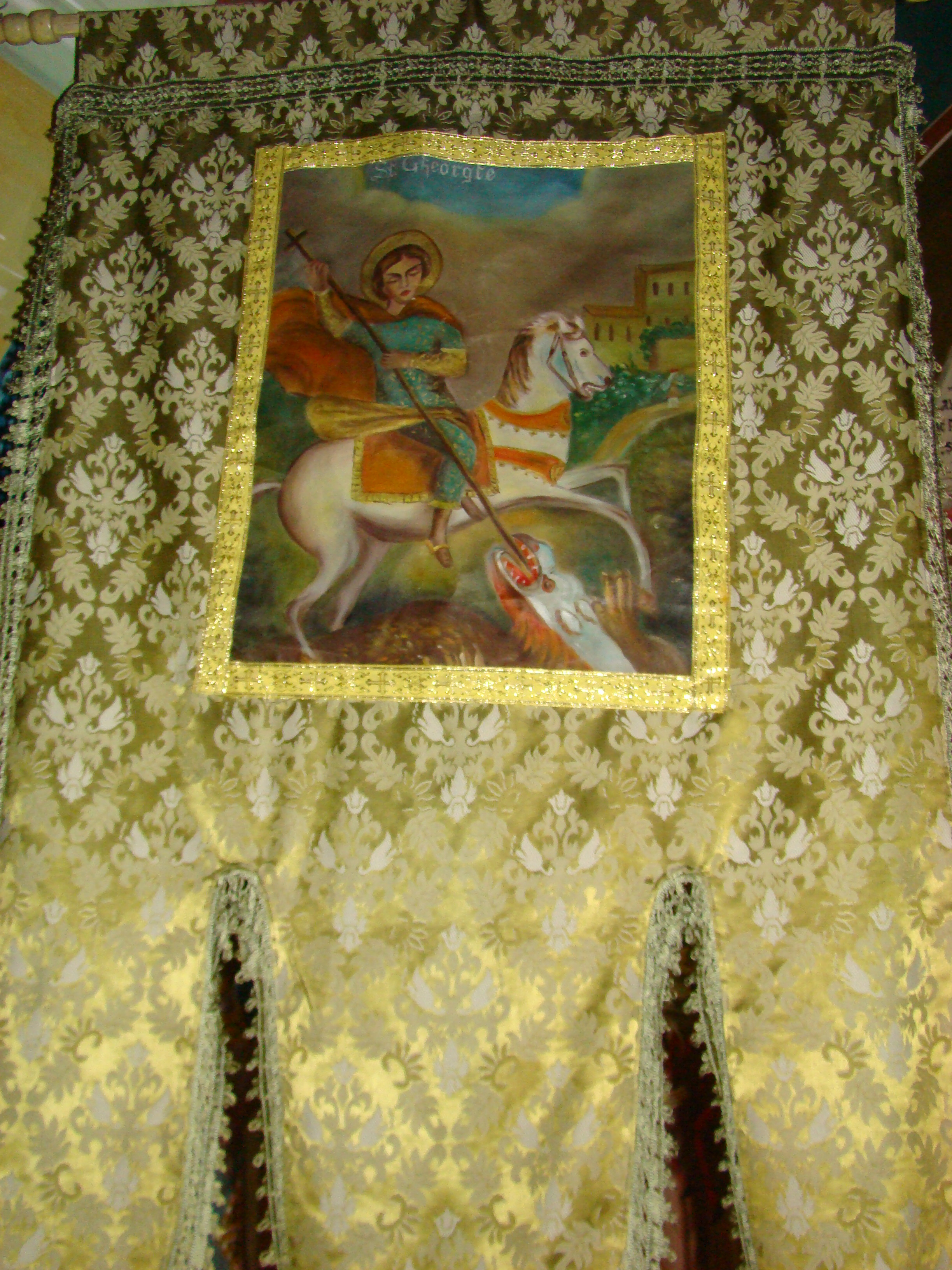
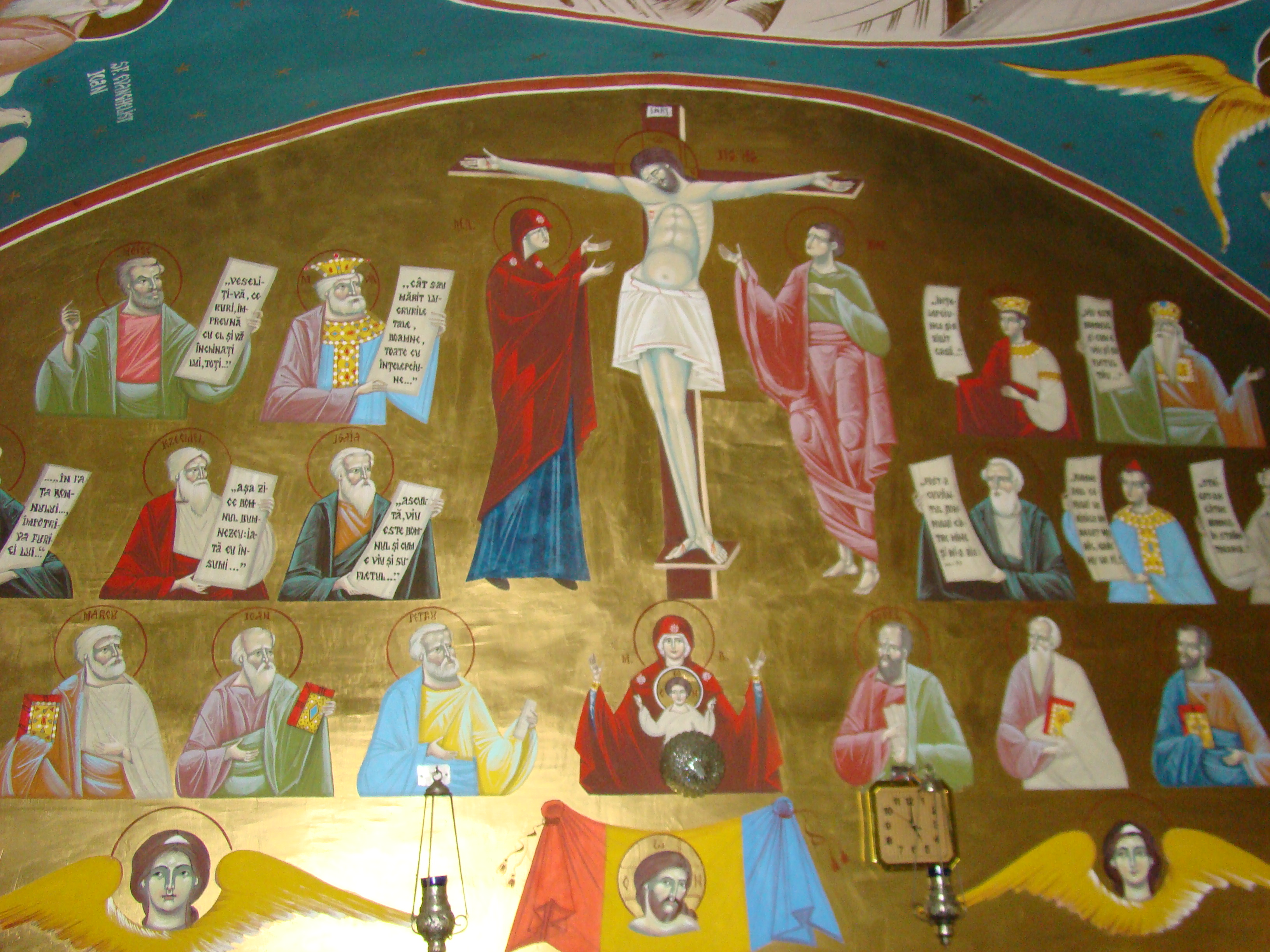
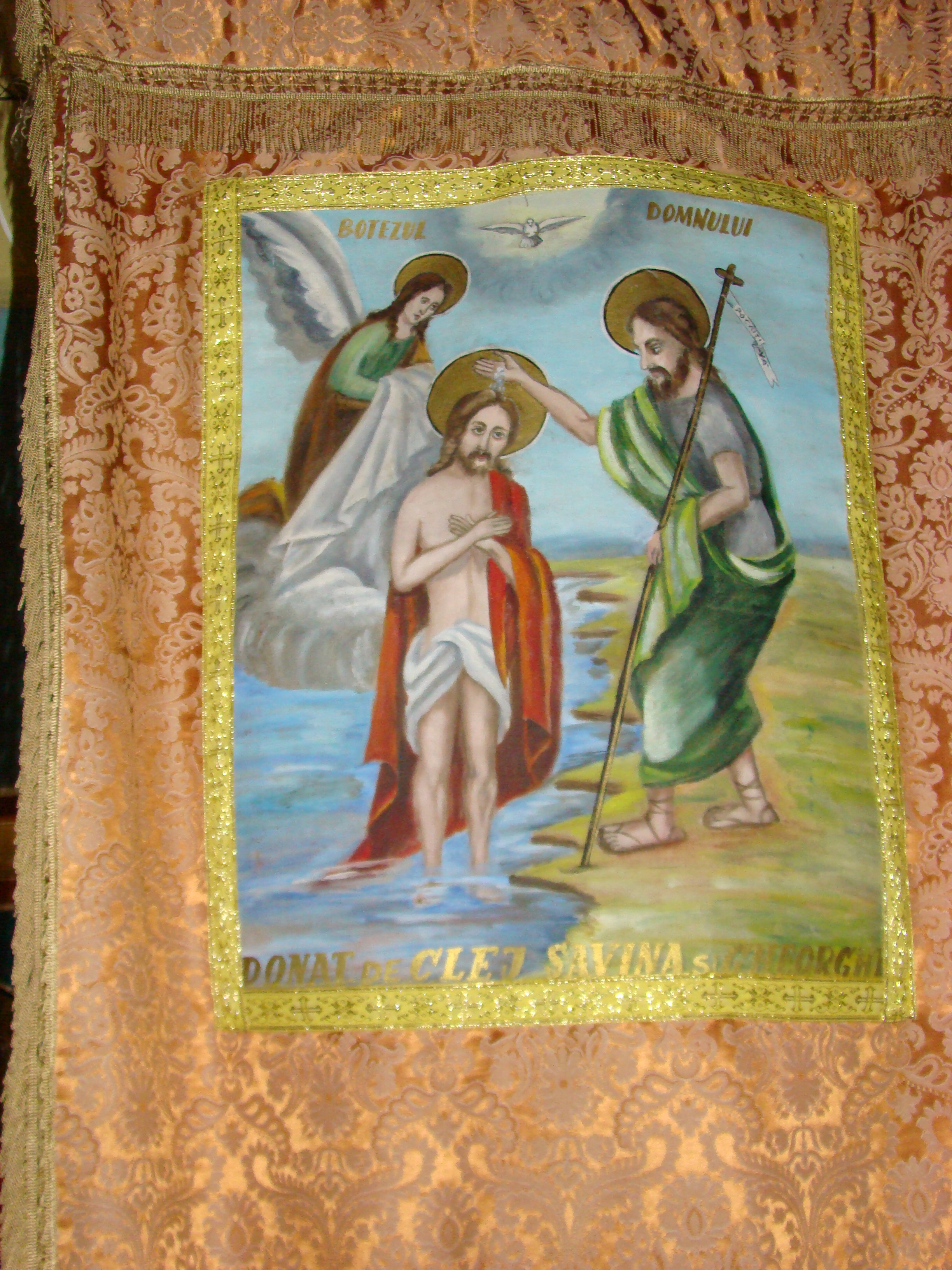
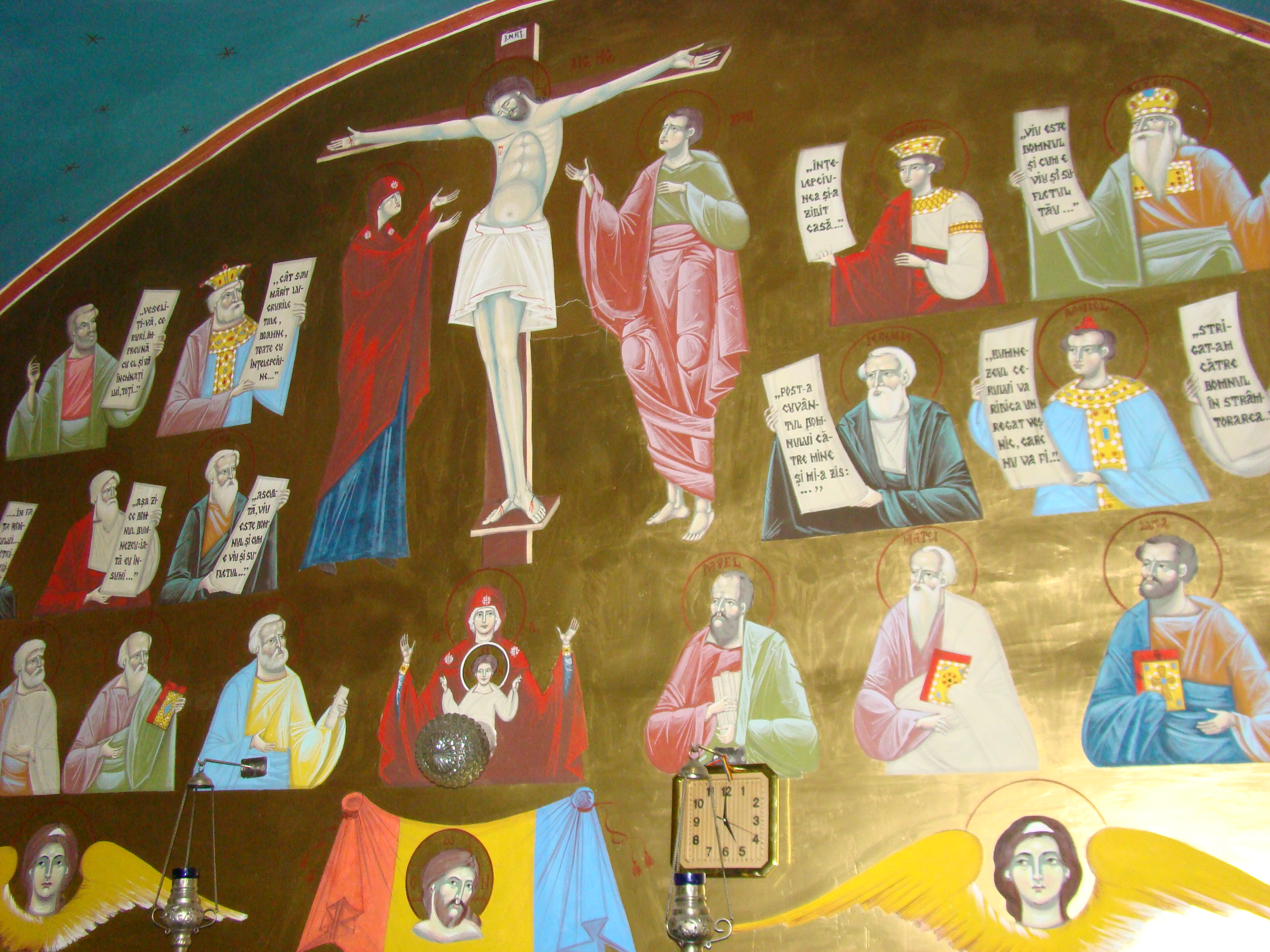
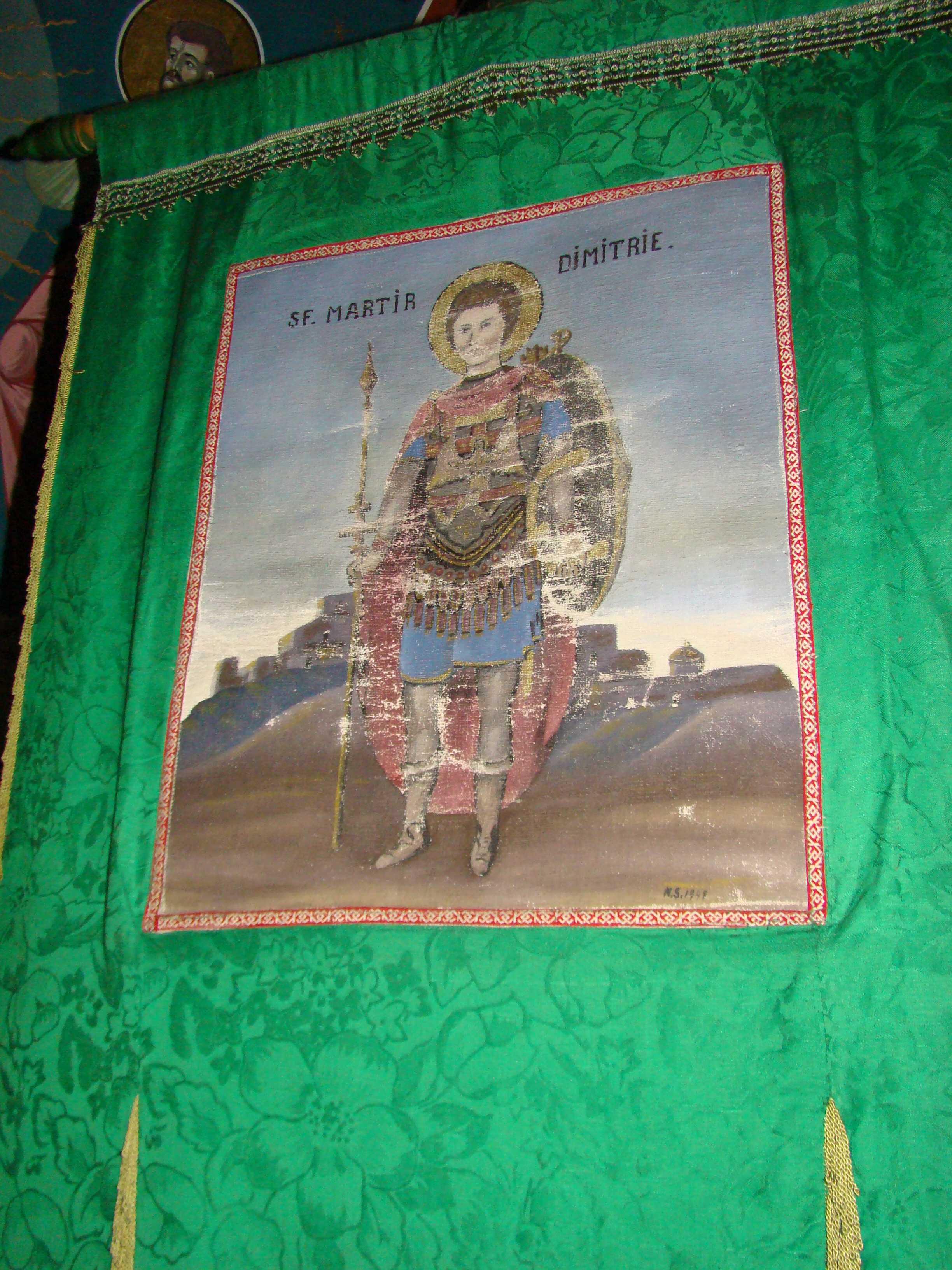
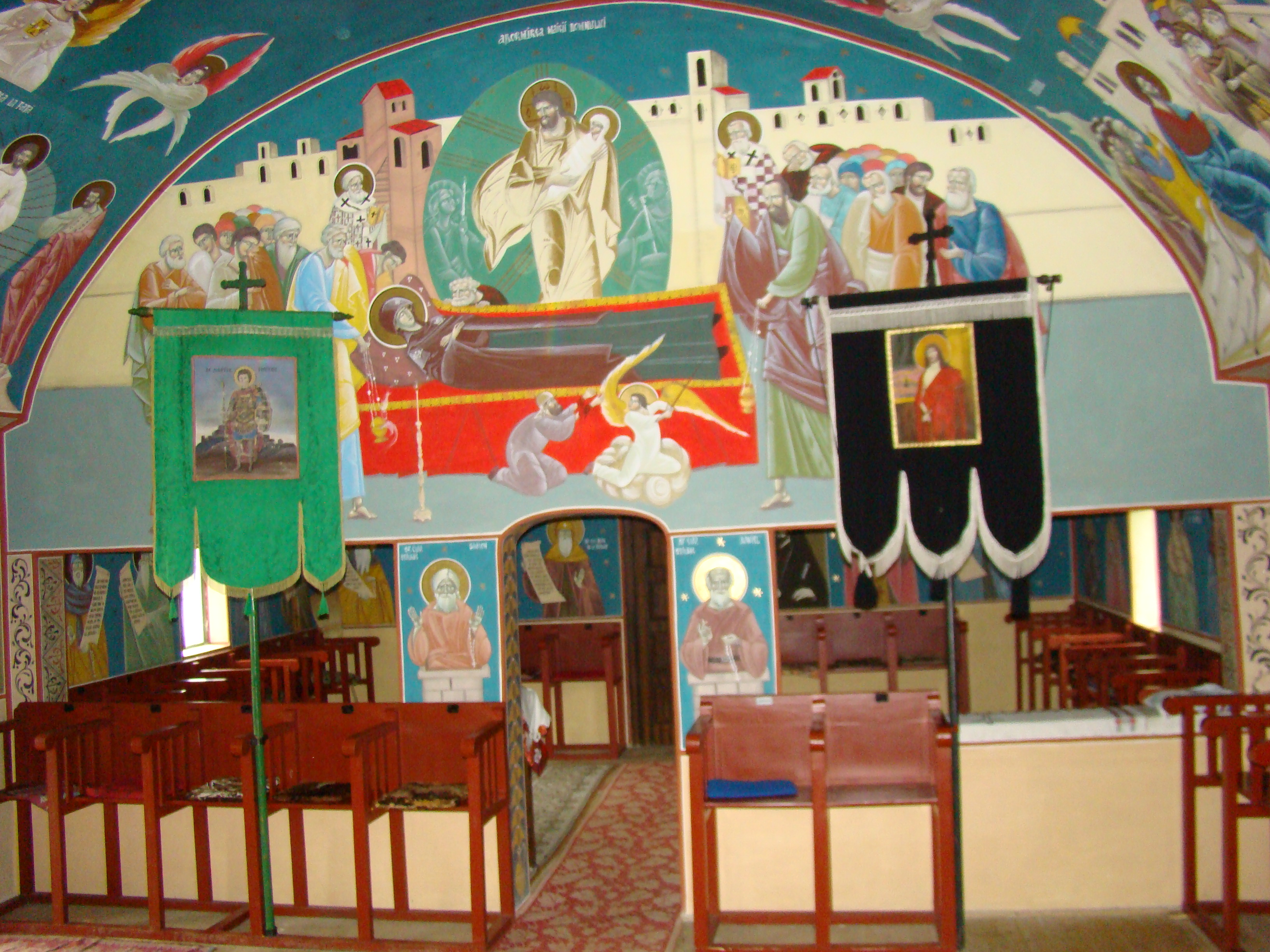
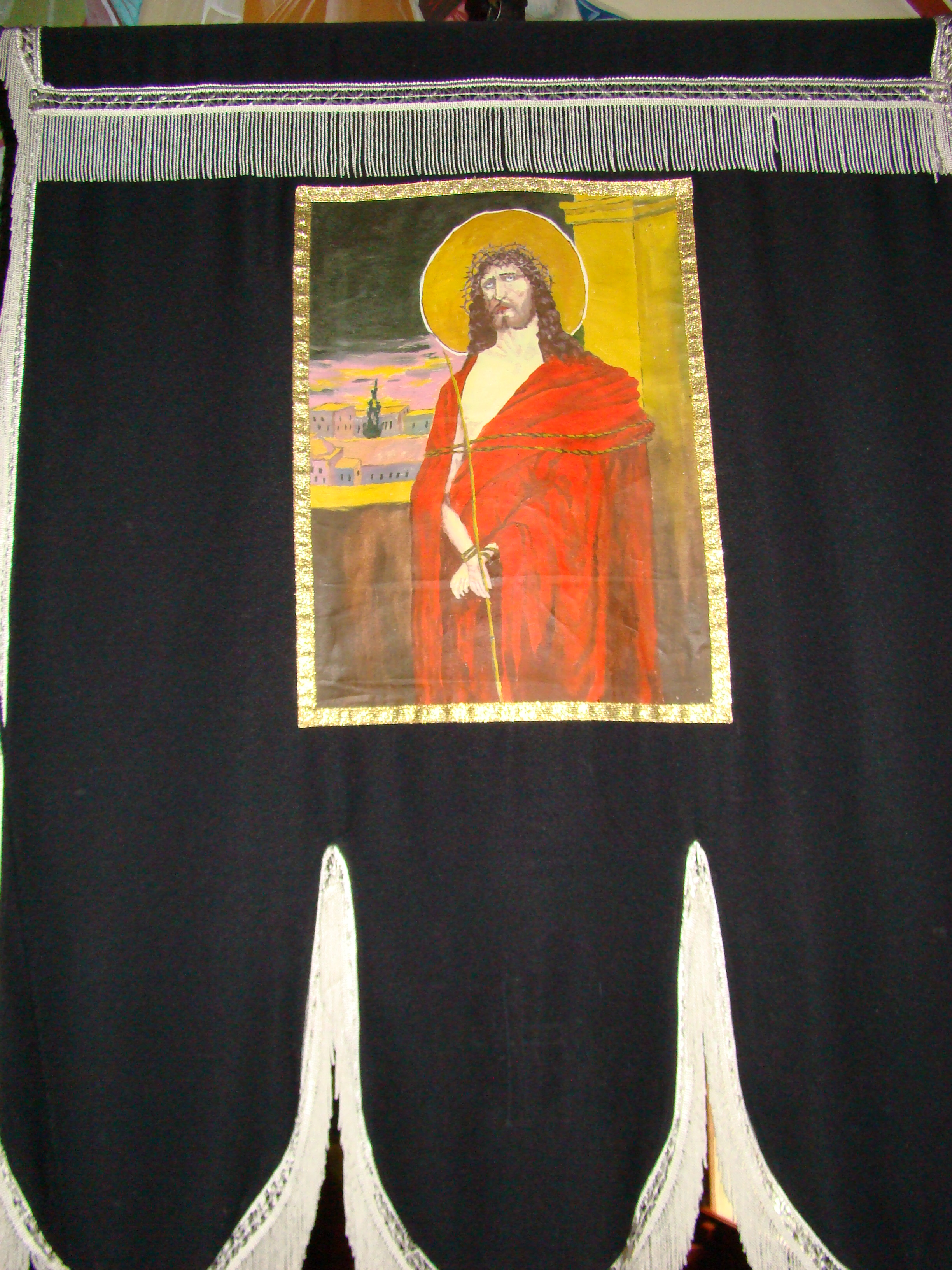
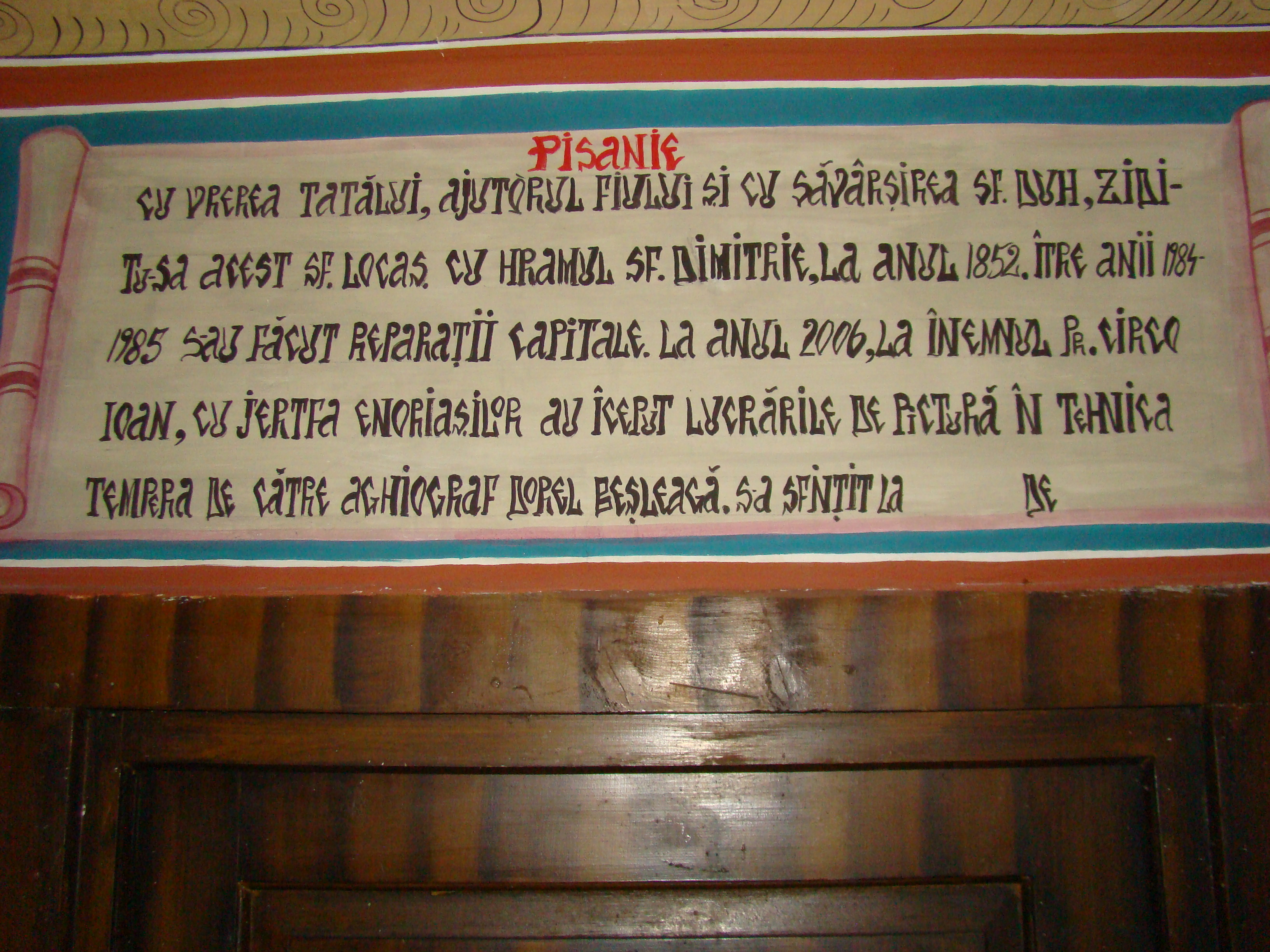

## Imagini din exterior

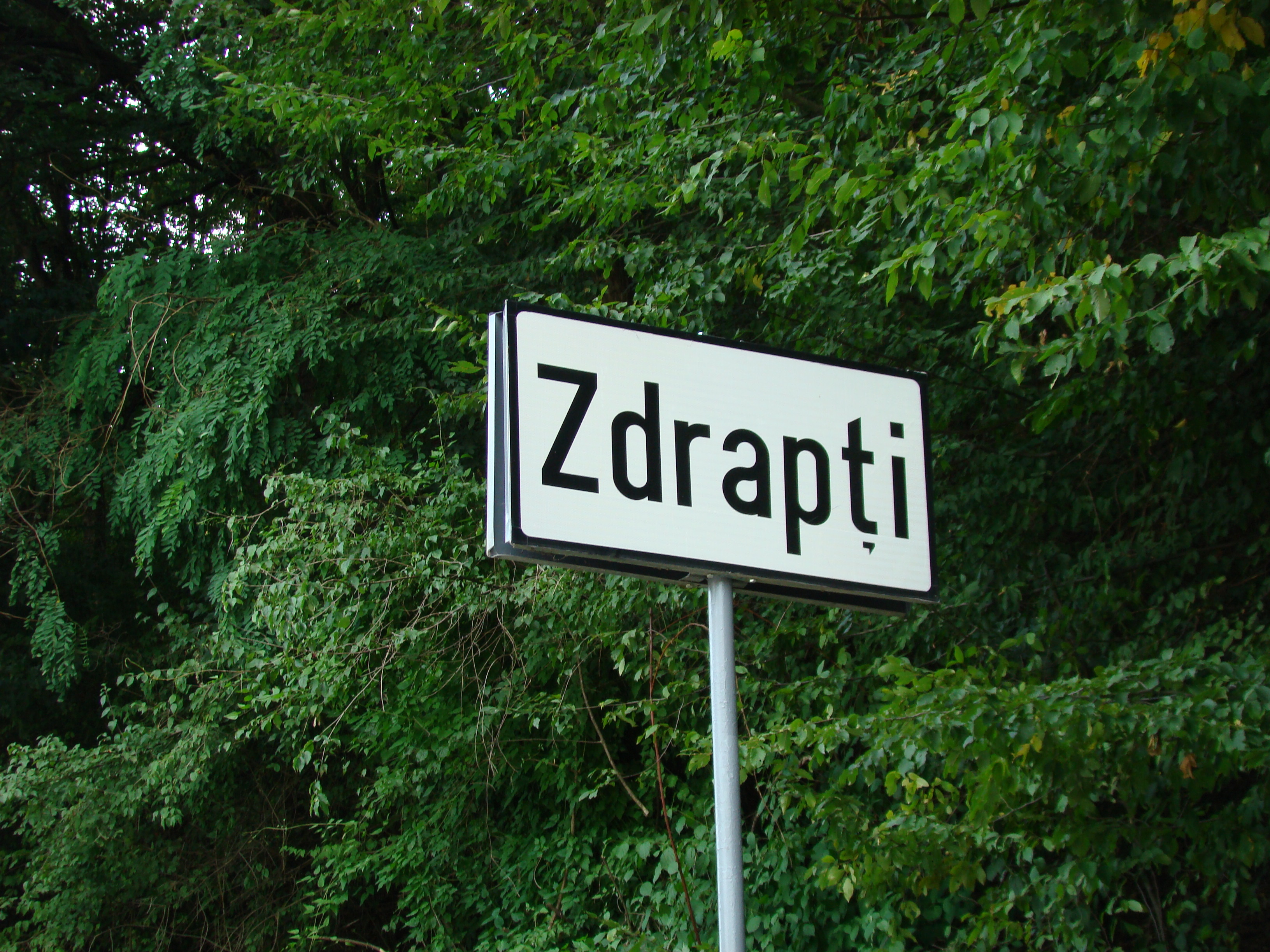
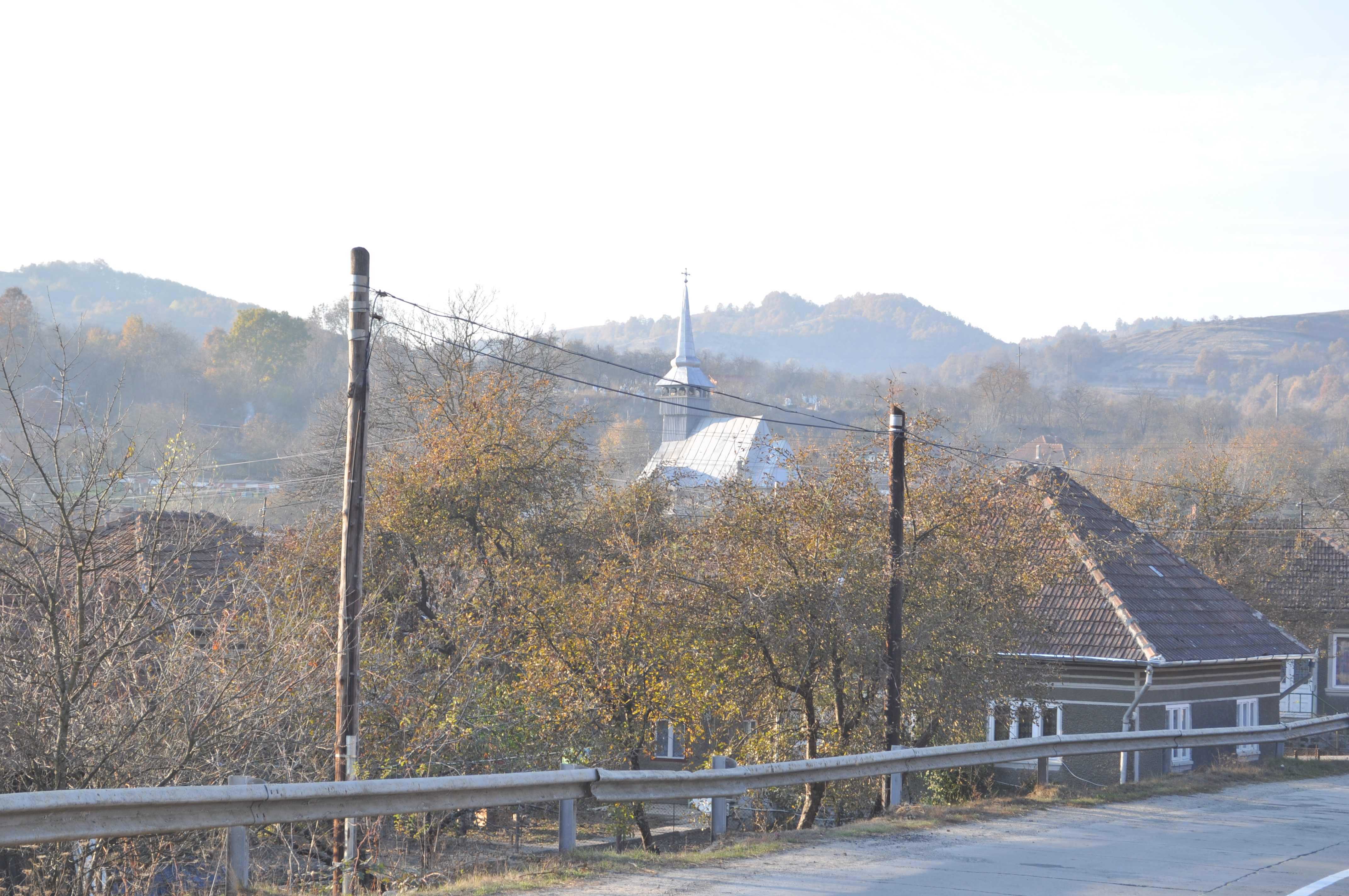
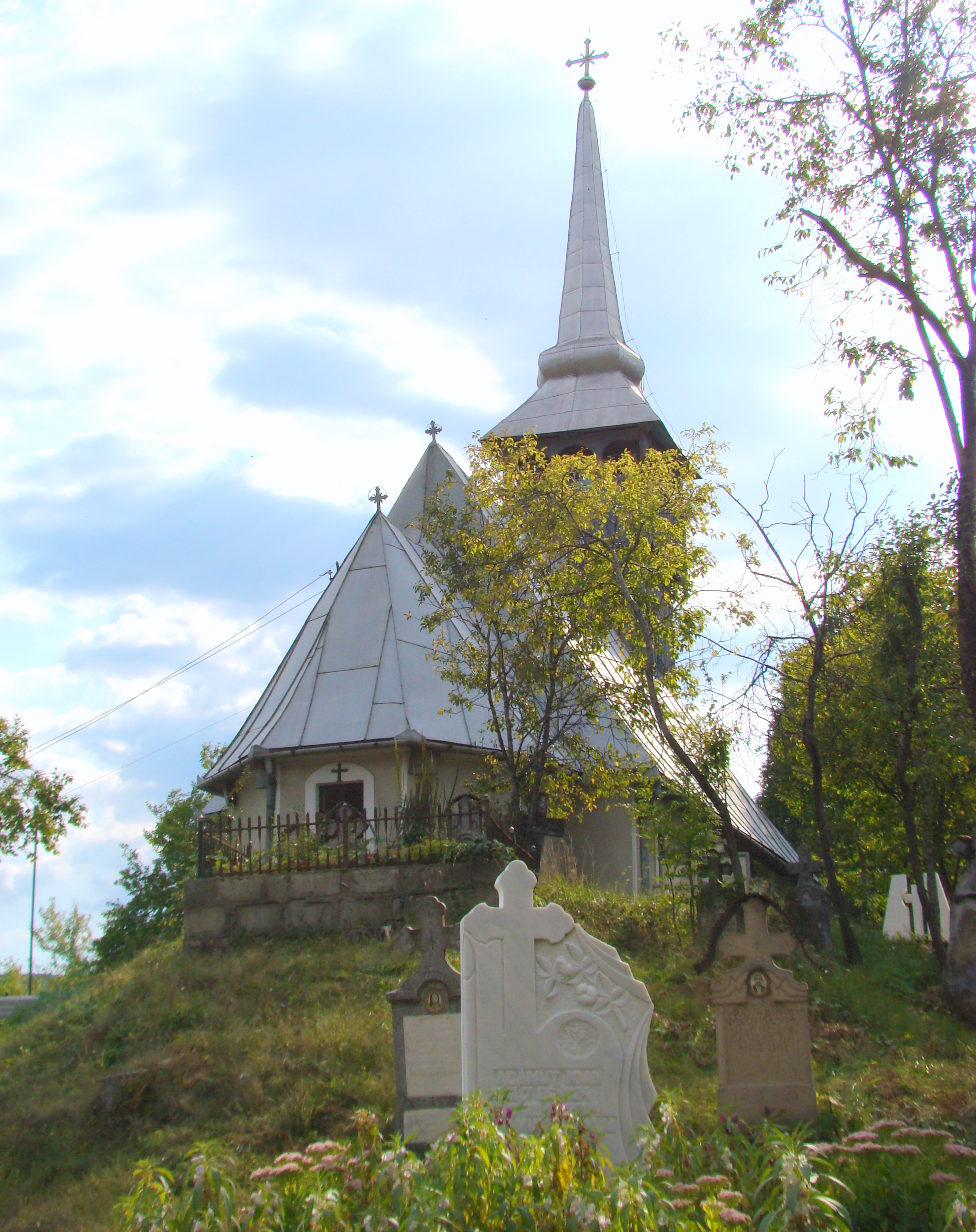
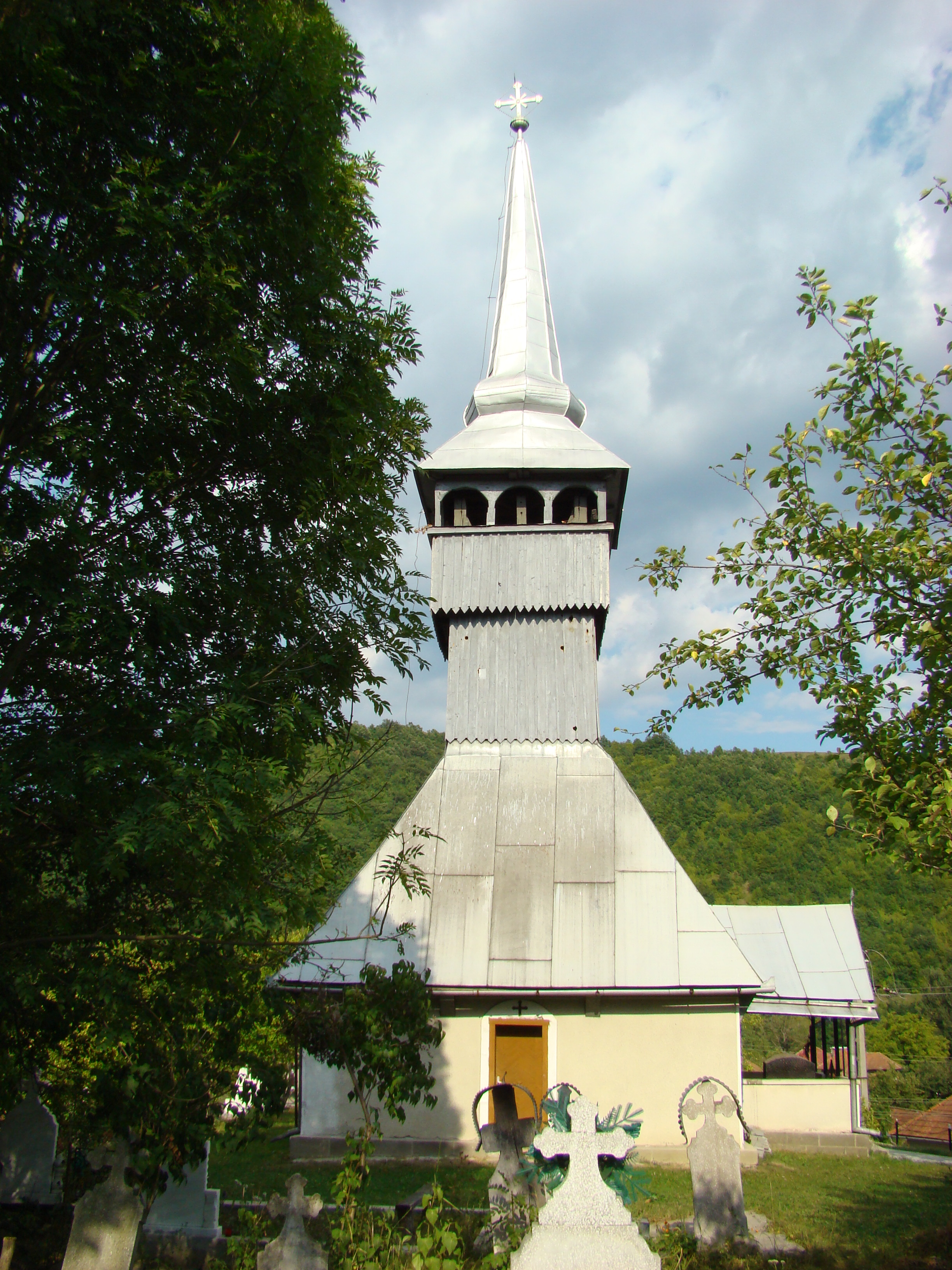
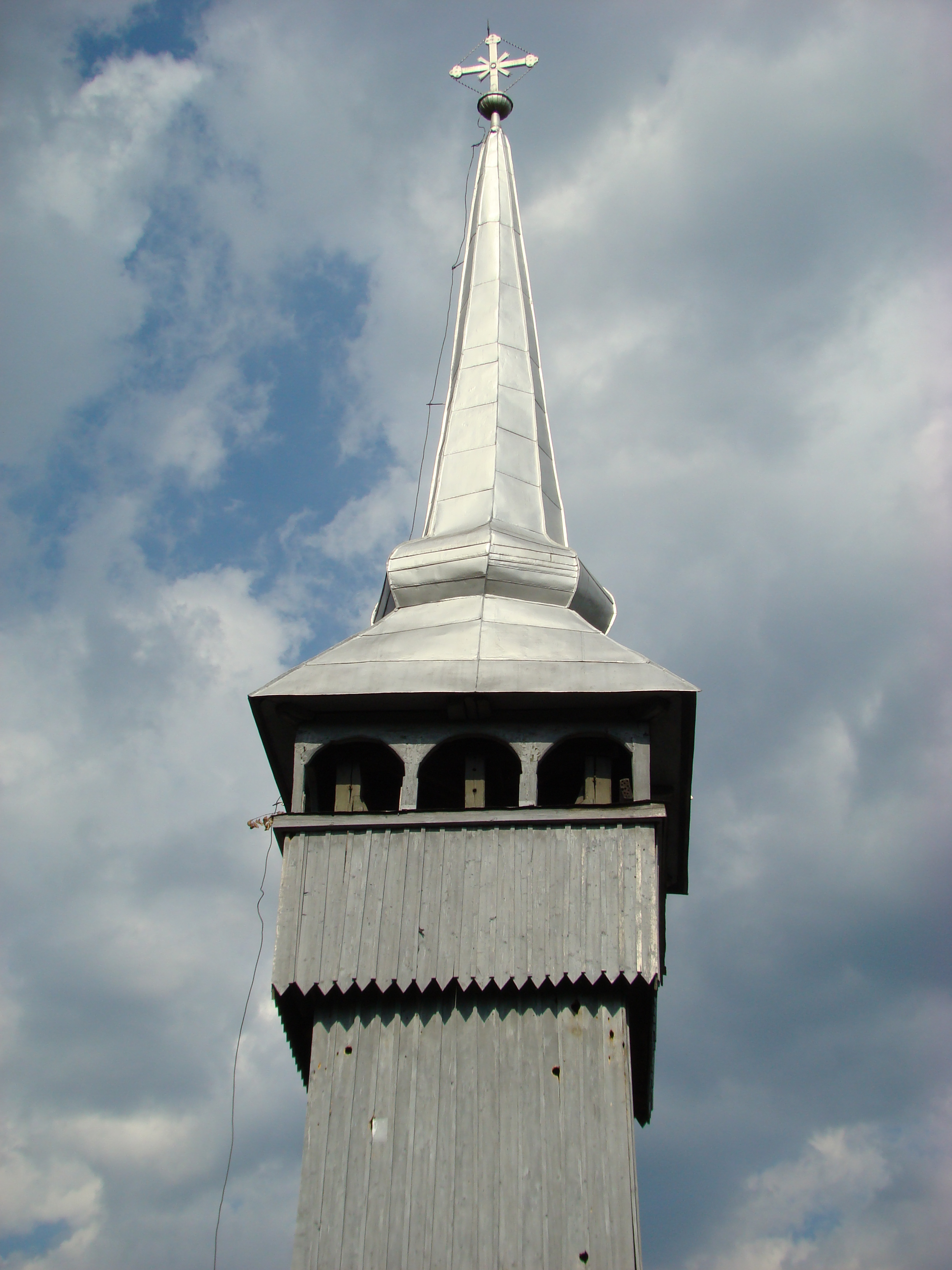
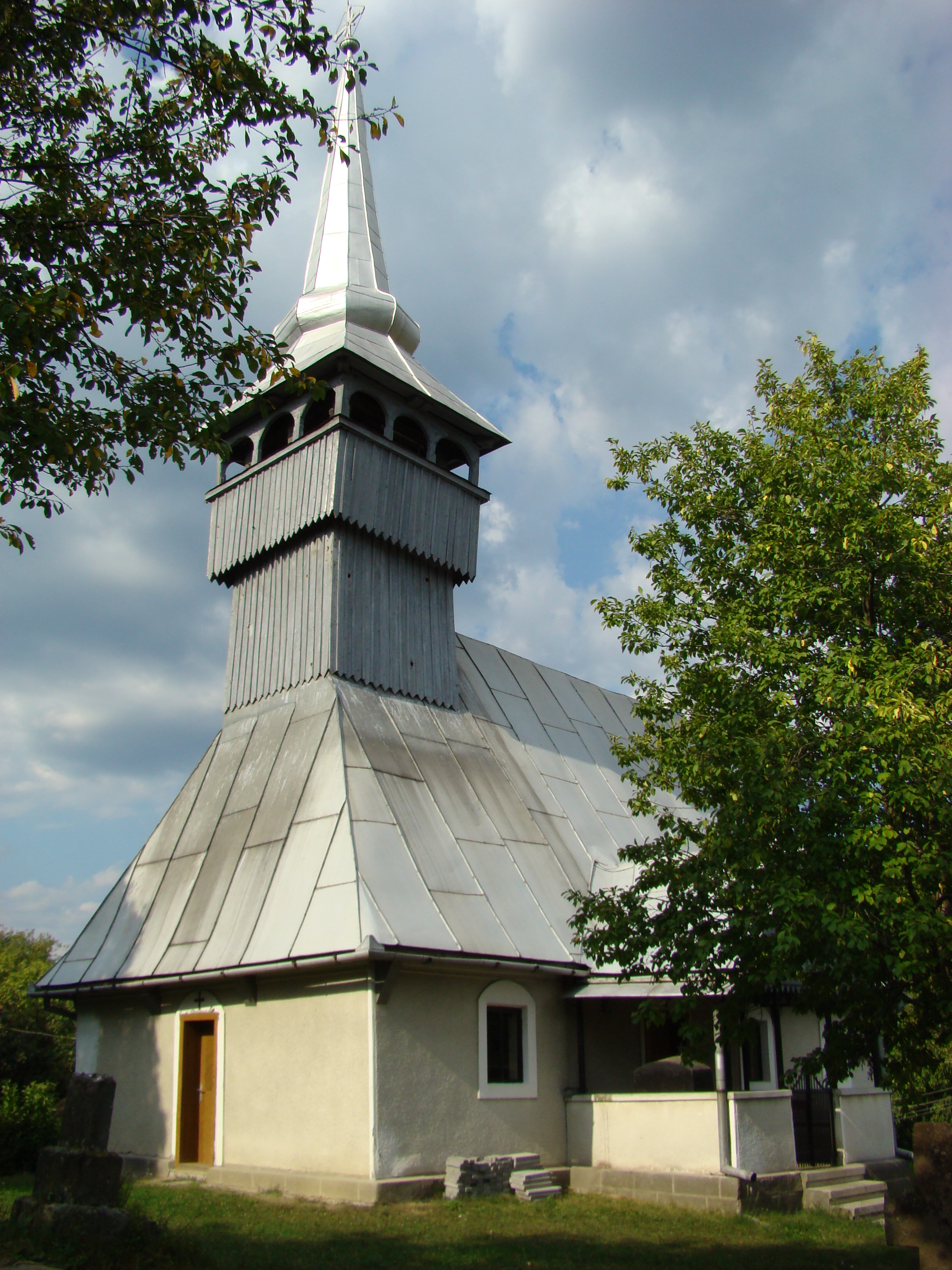
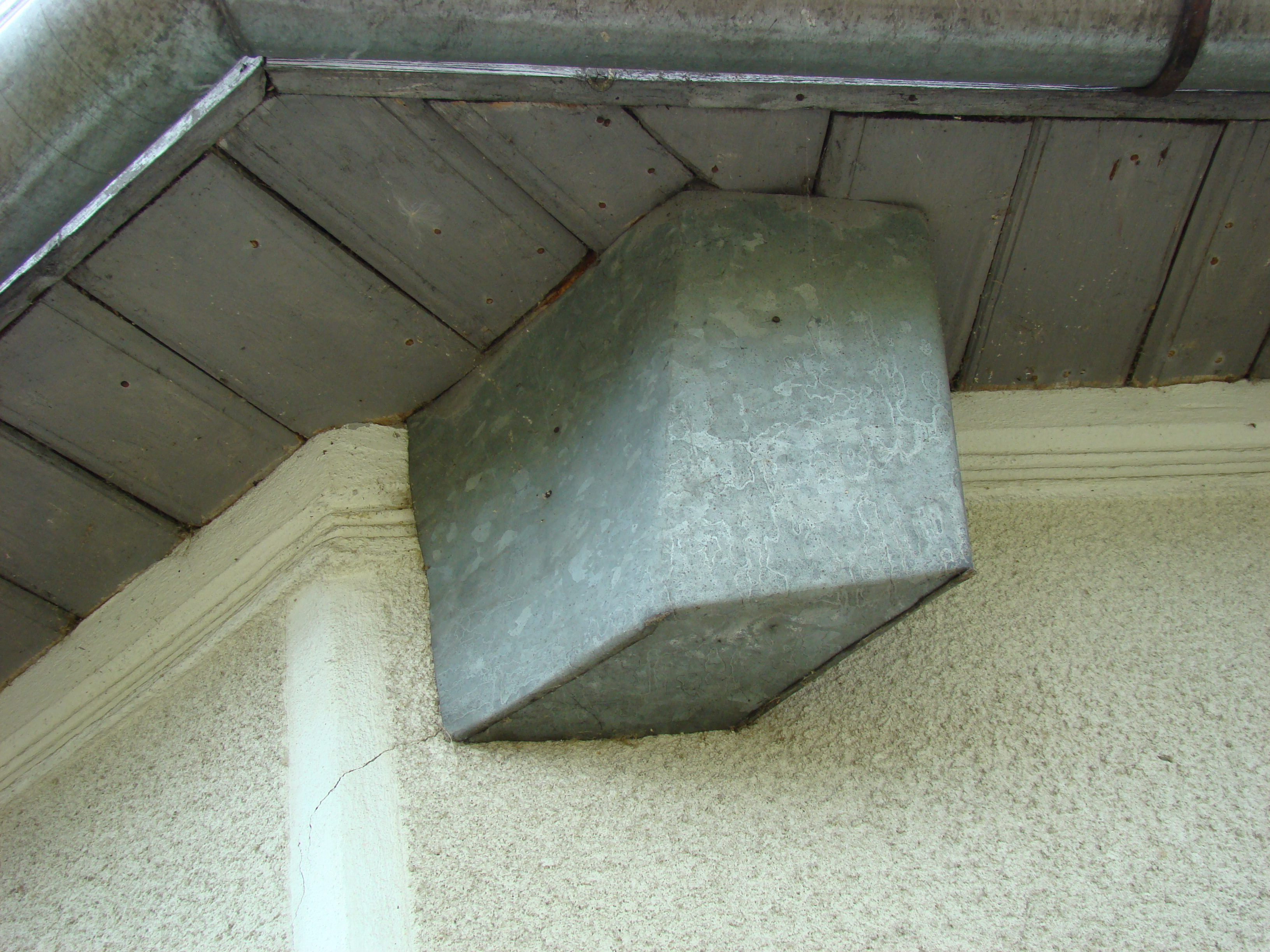
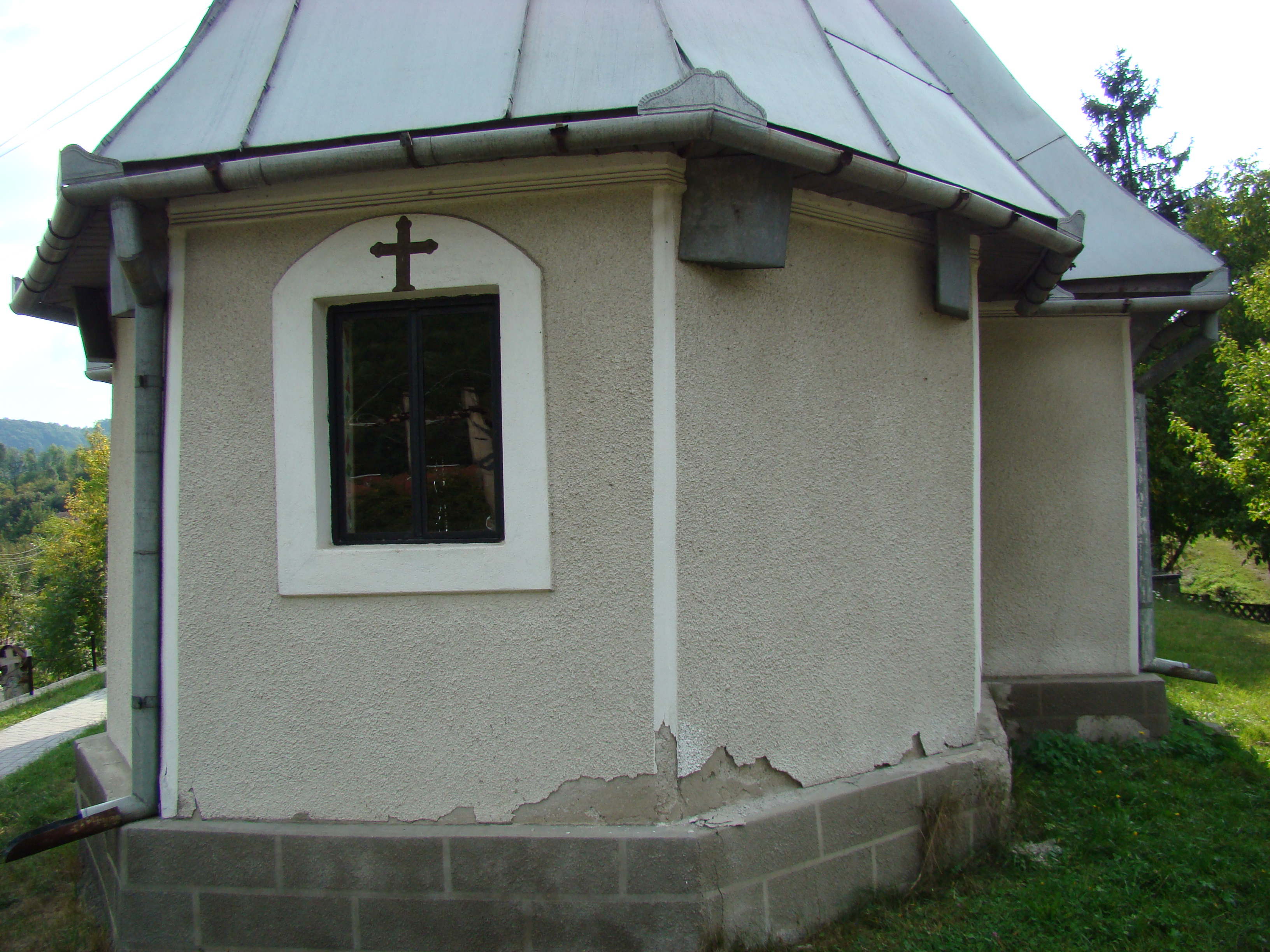
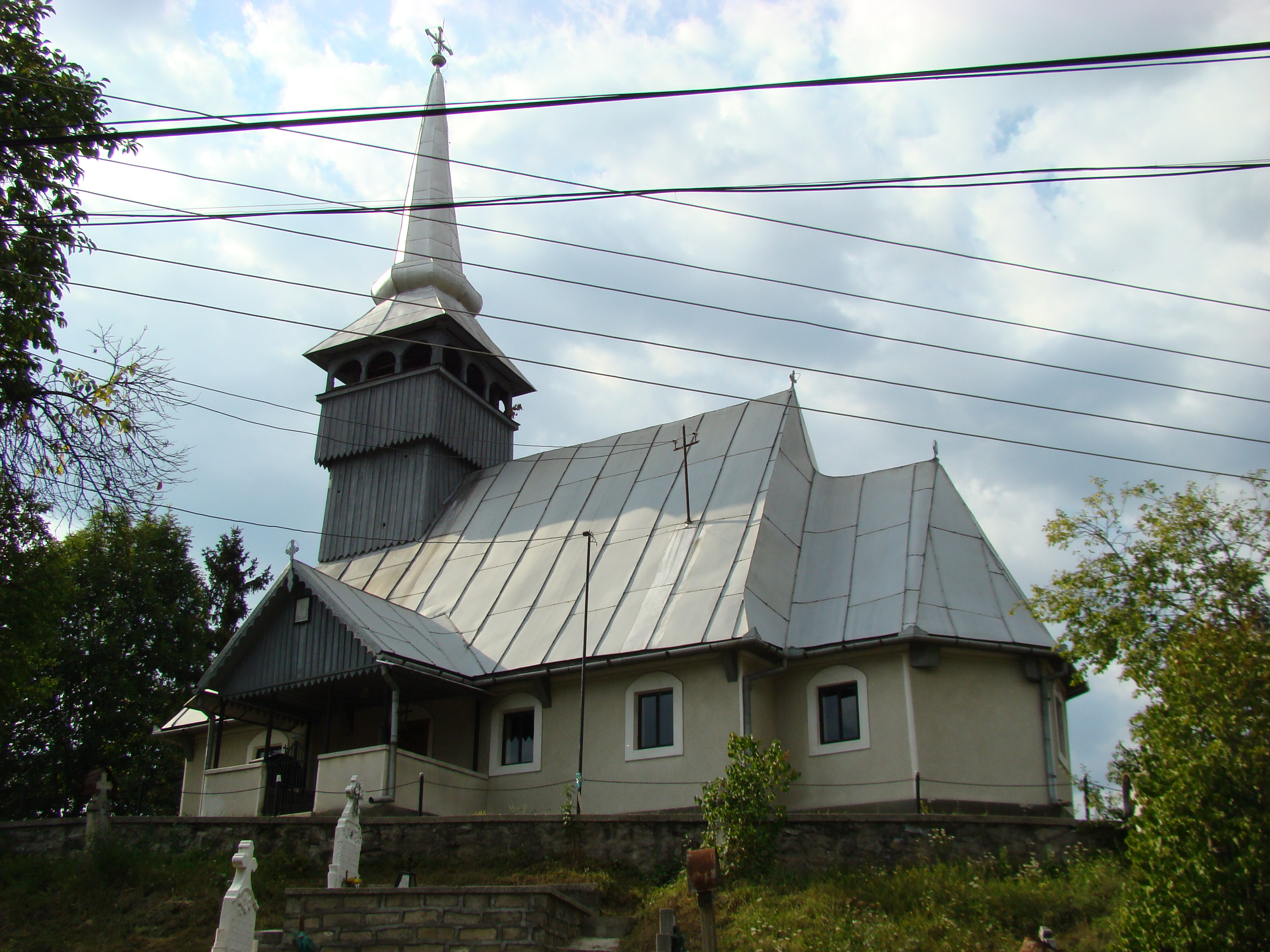
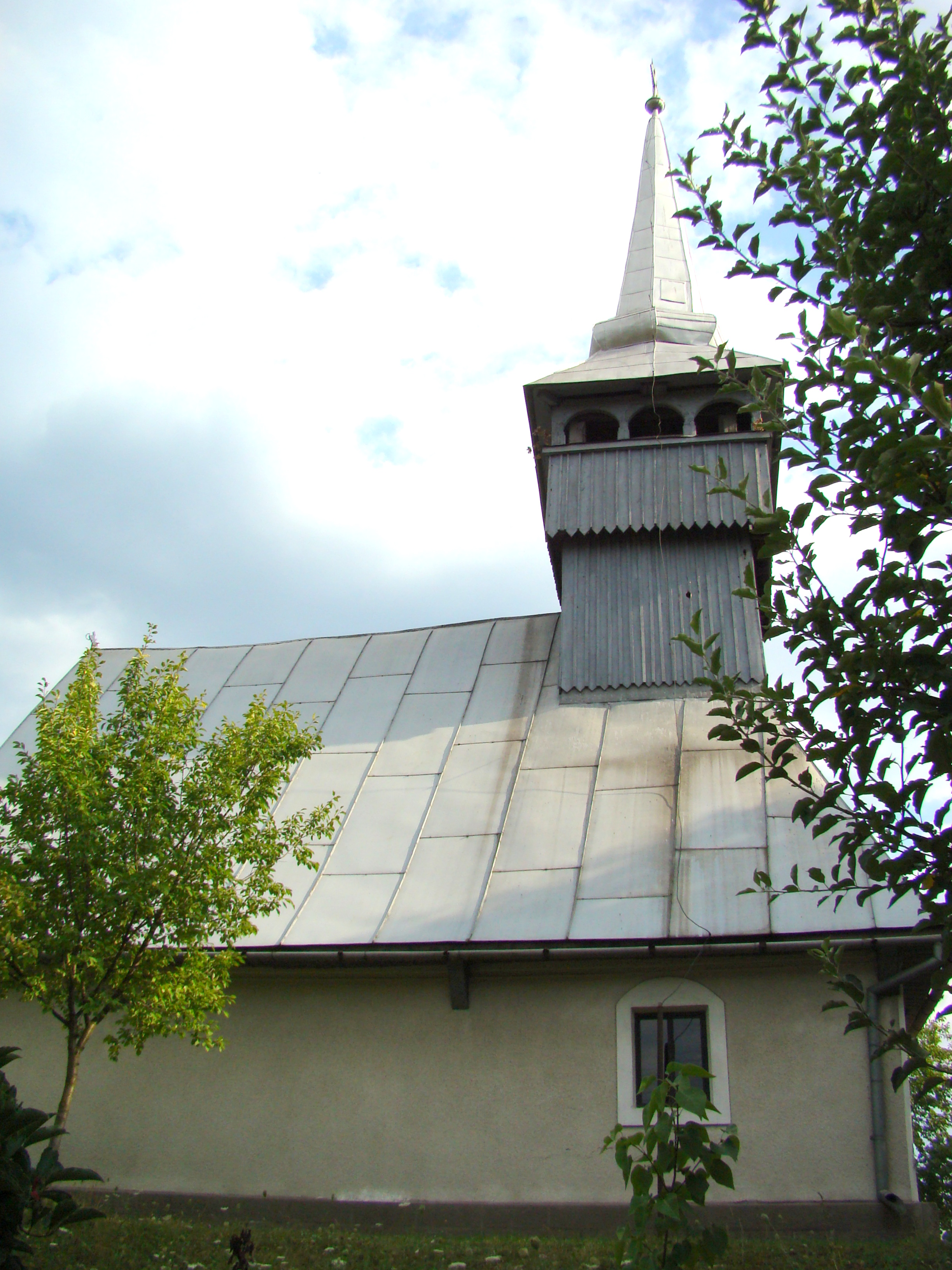

## Biserica Sfântul Nicolae din Zdrapți
Inițial de rit greco-catolic, ridicată în anul 1907, cu hramul „Sfântul Nicolae”, în prezent folosită tot de ortodocși. În această biserică au fost mutate, în timpul lucrărilor de renovare și pictare, icoanele vechi împărătești, pe lemn, de la Biserica „Sf.Dimitrie”, care pot fi admirate în fotogalerie.

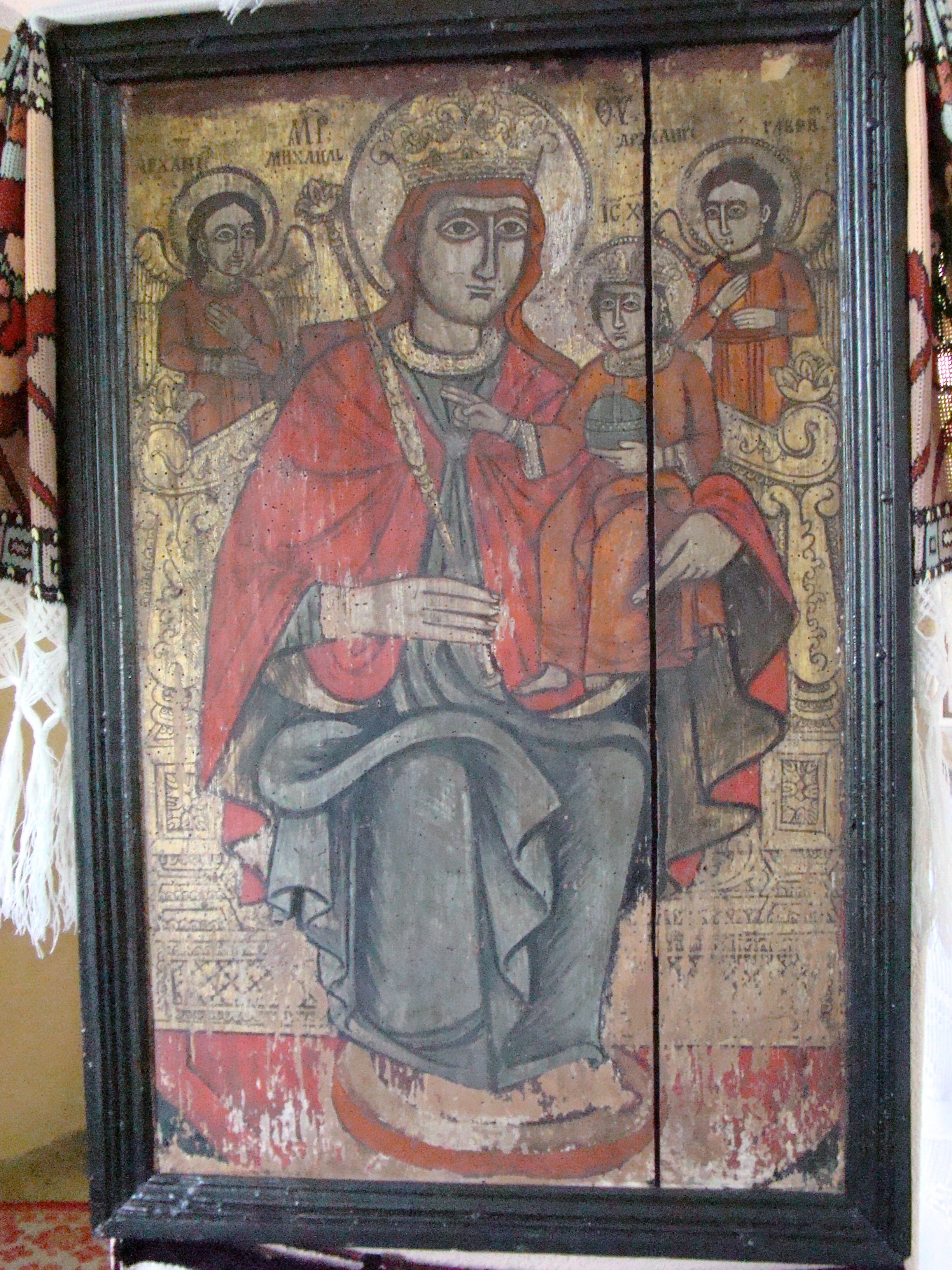
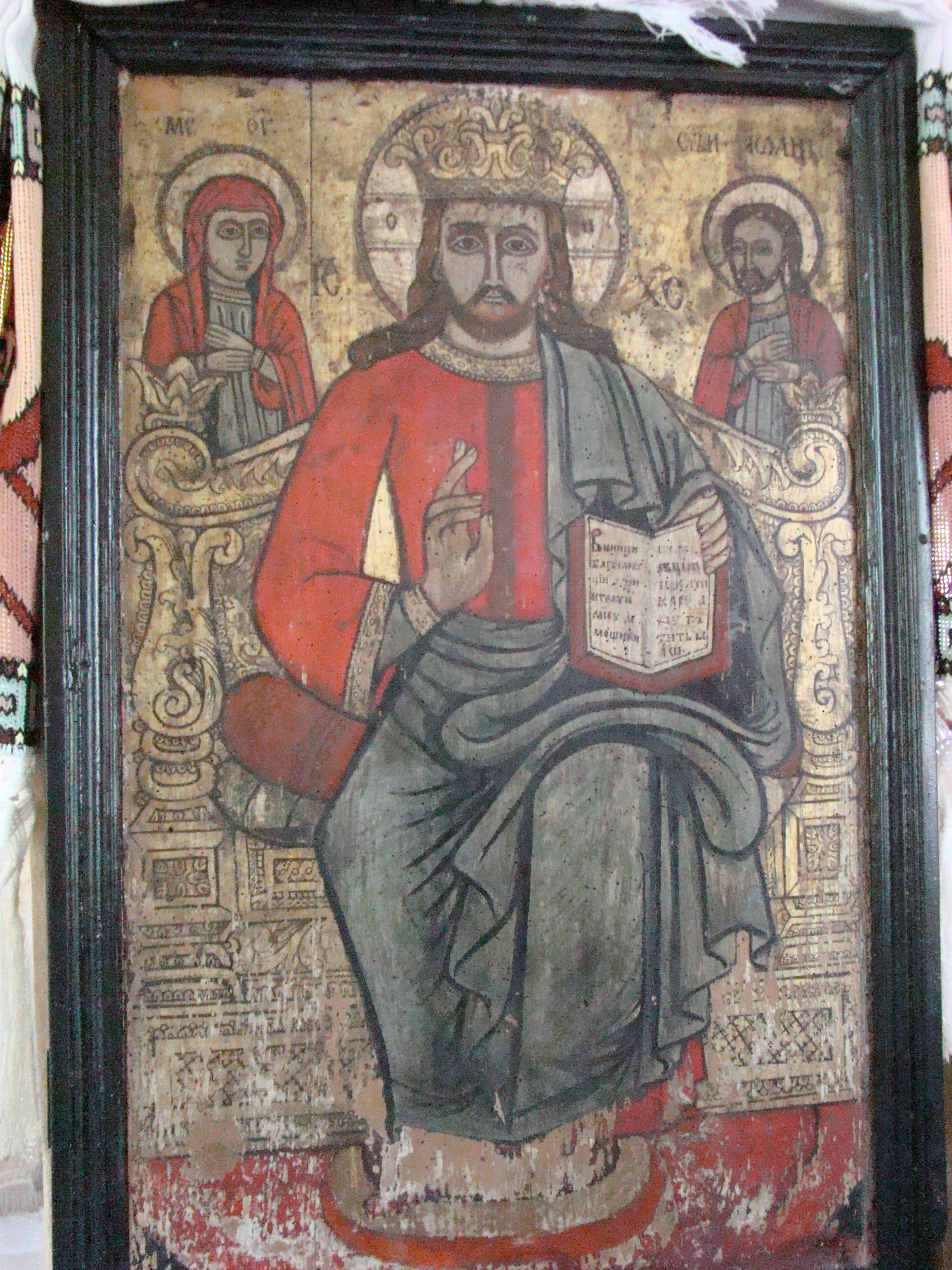
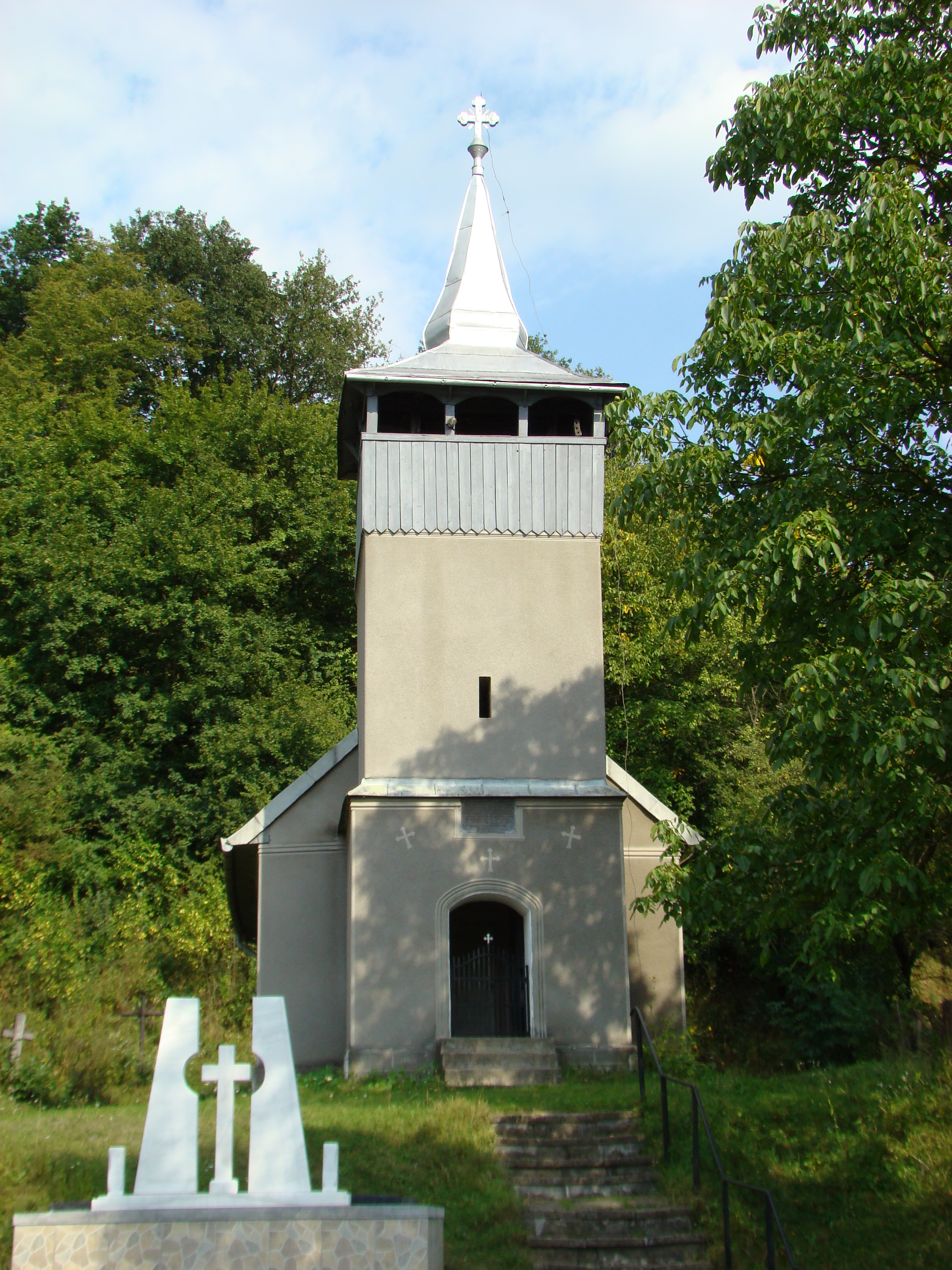
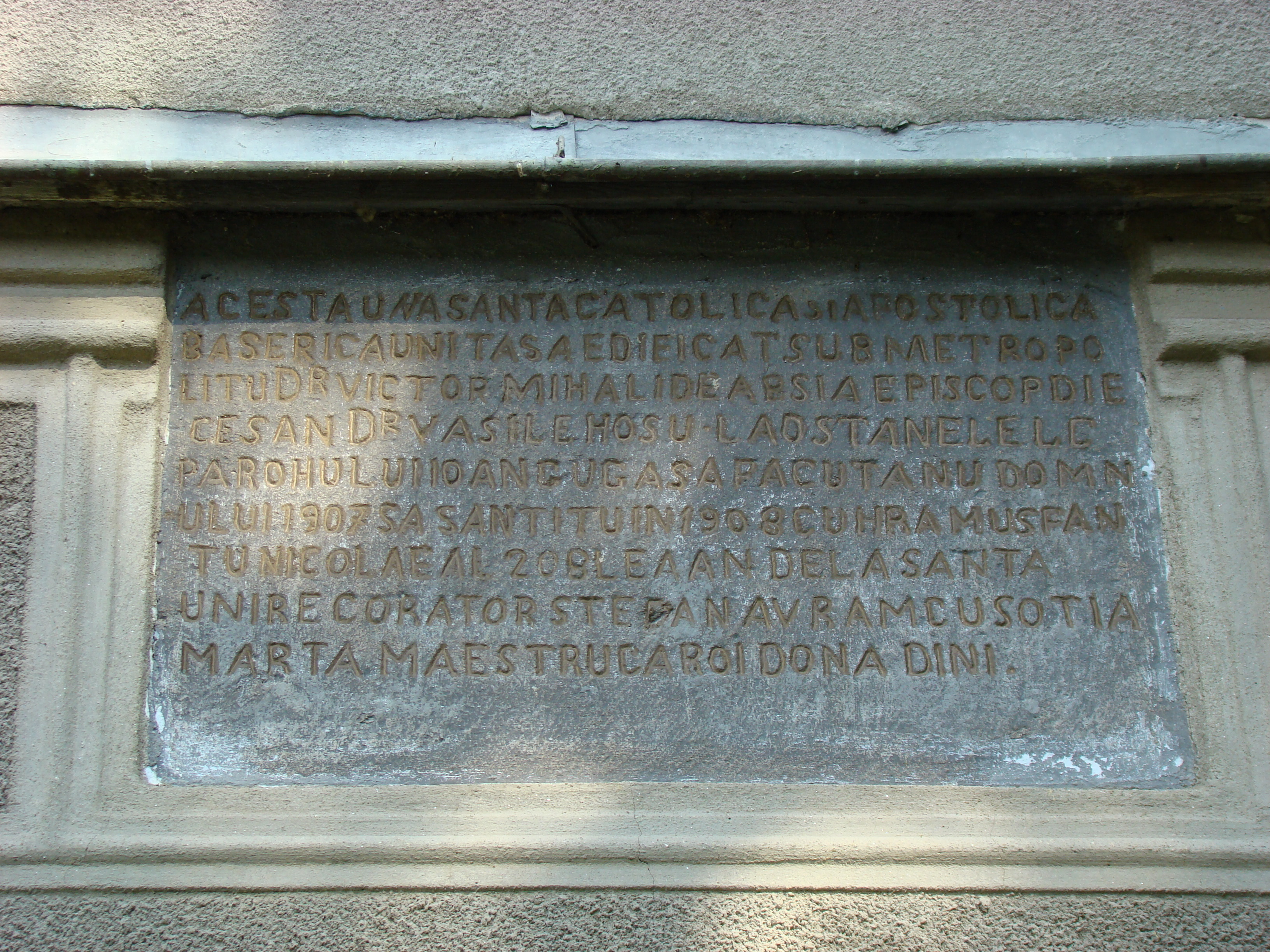
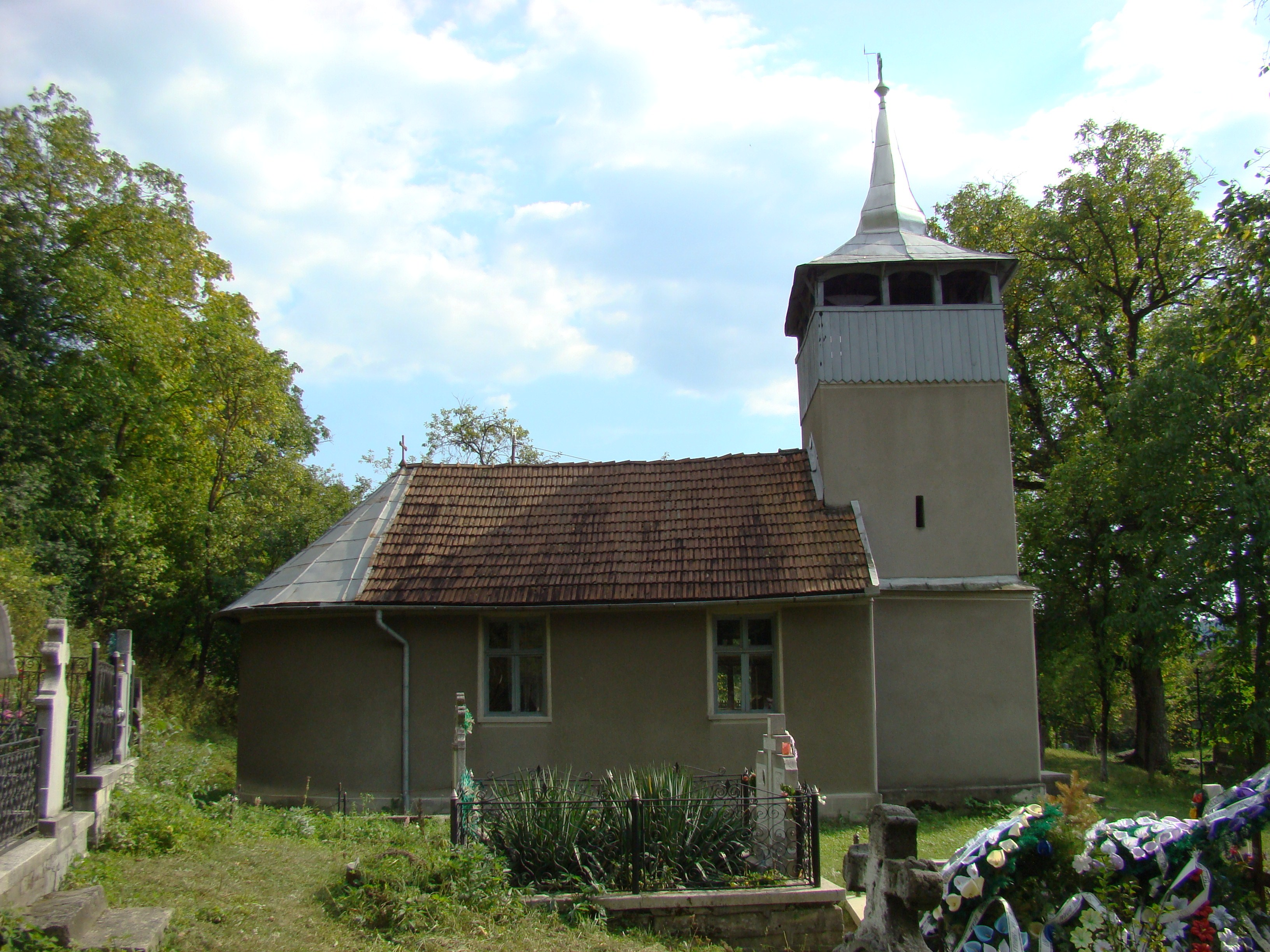
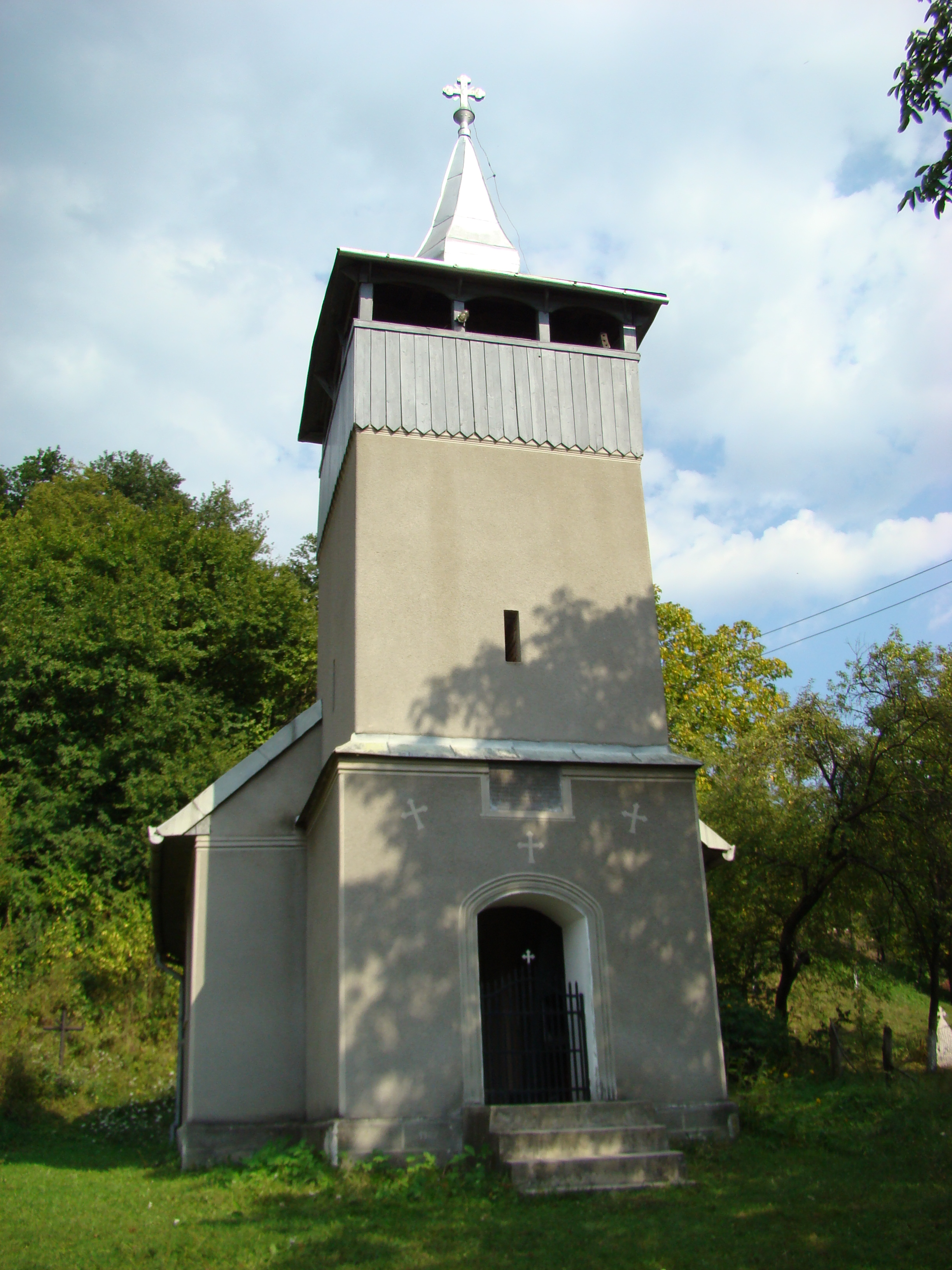
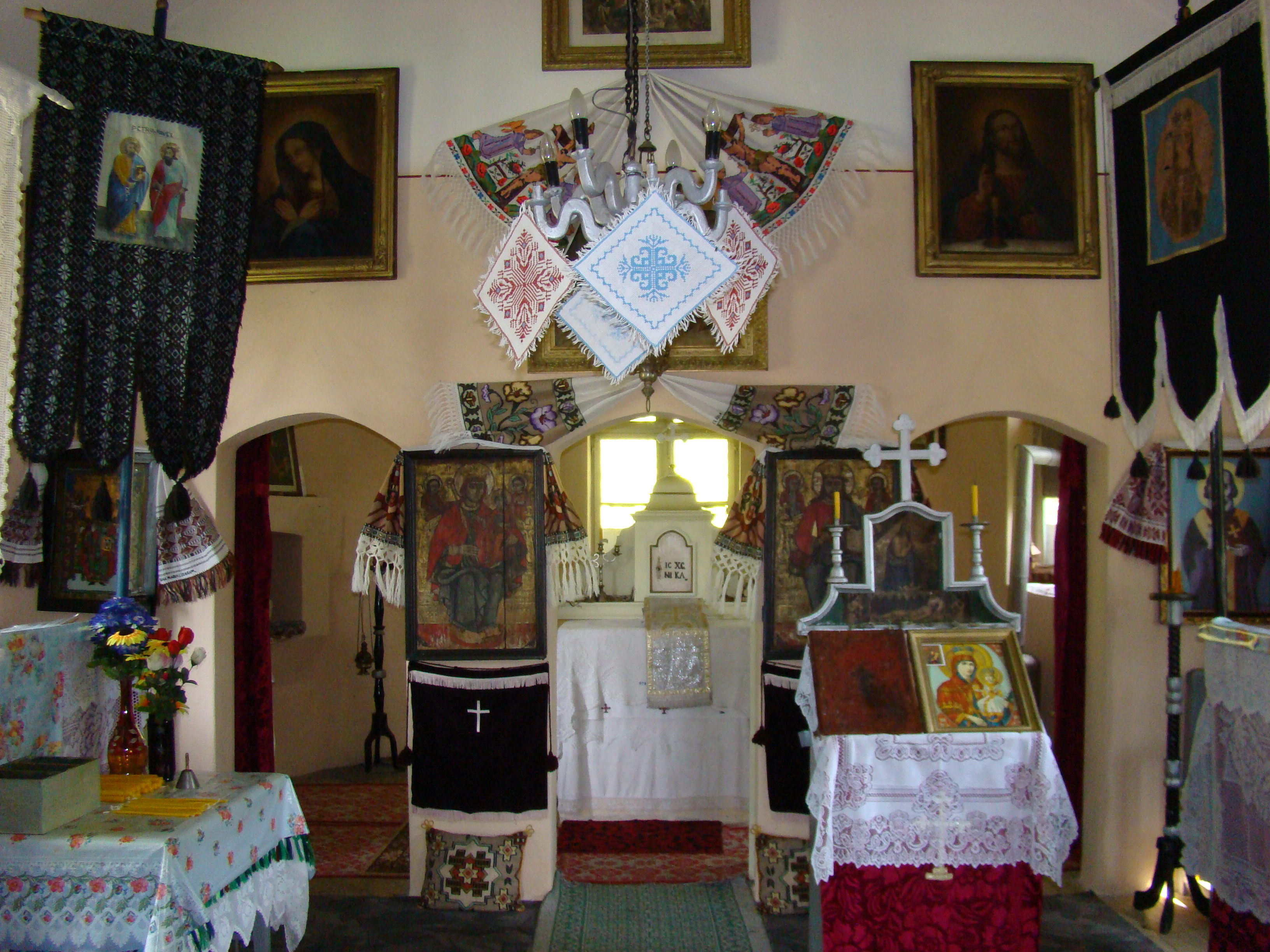
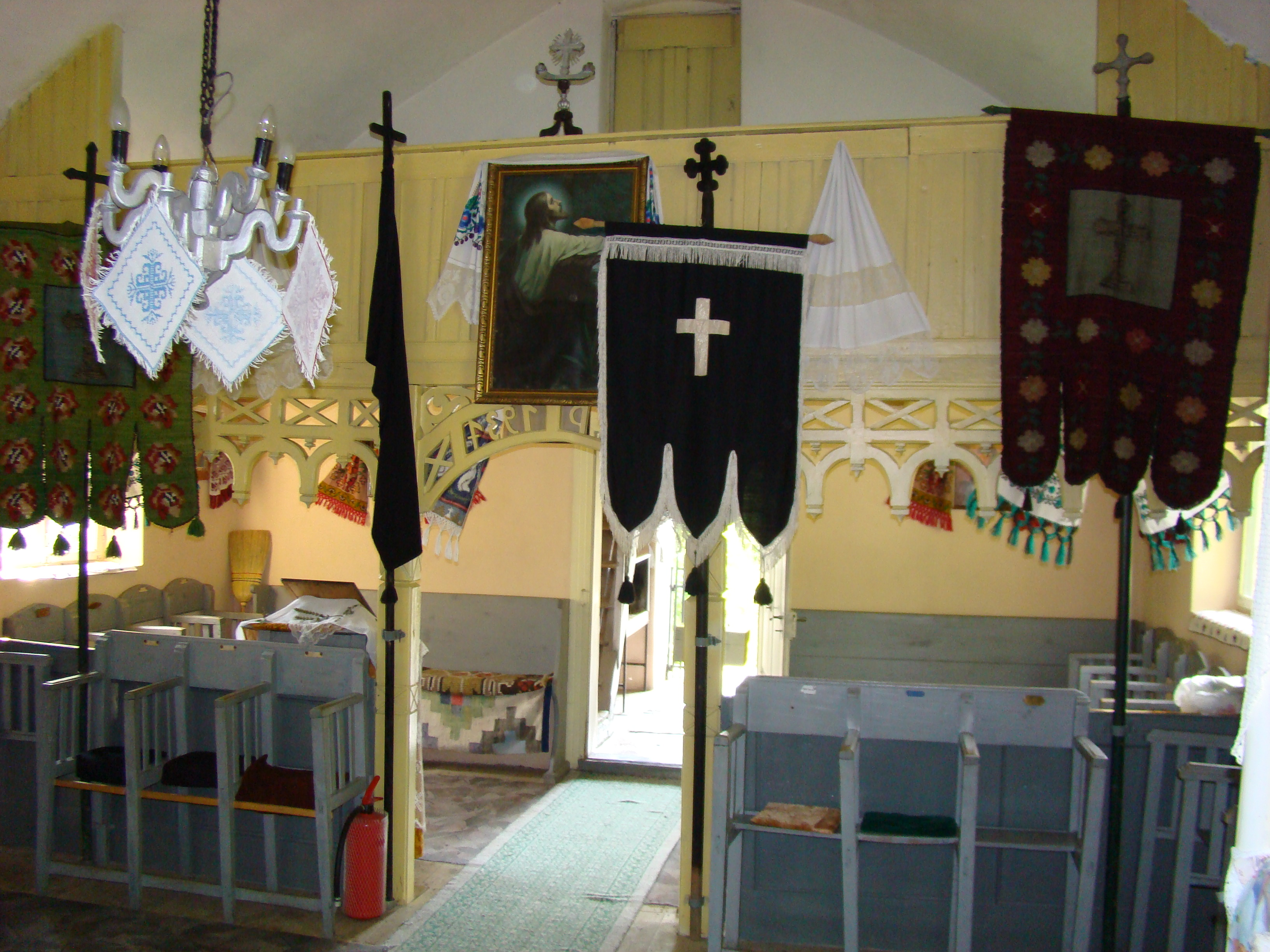
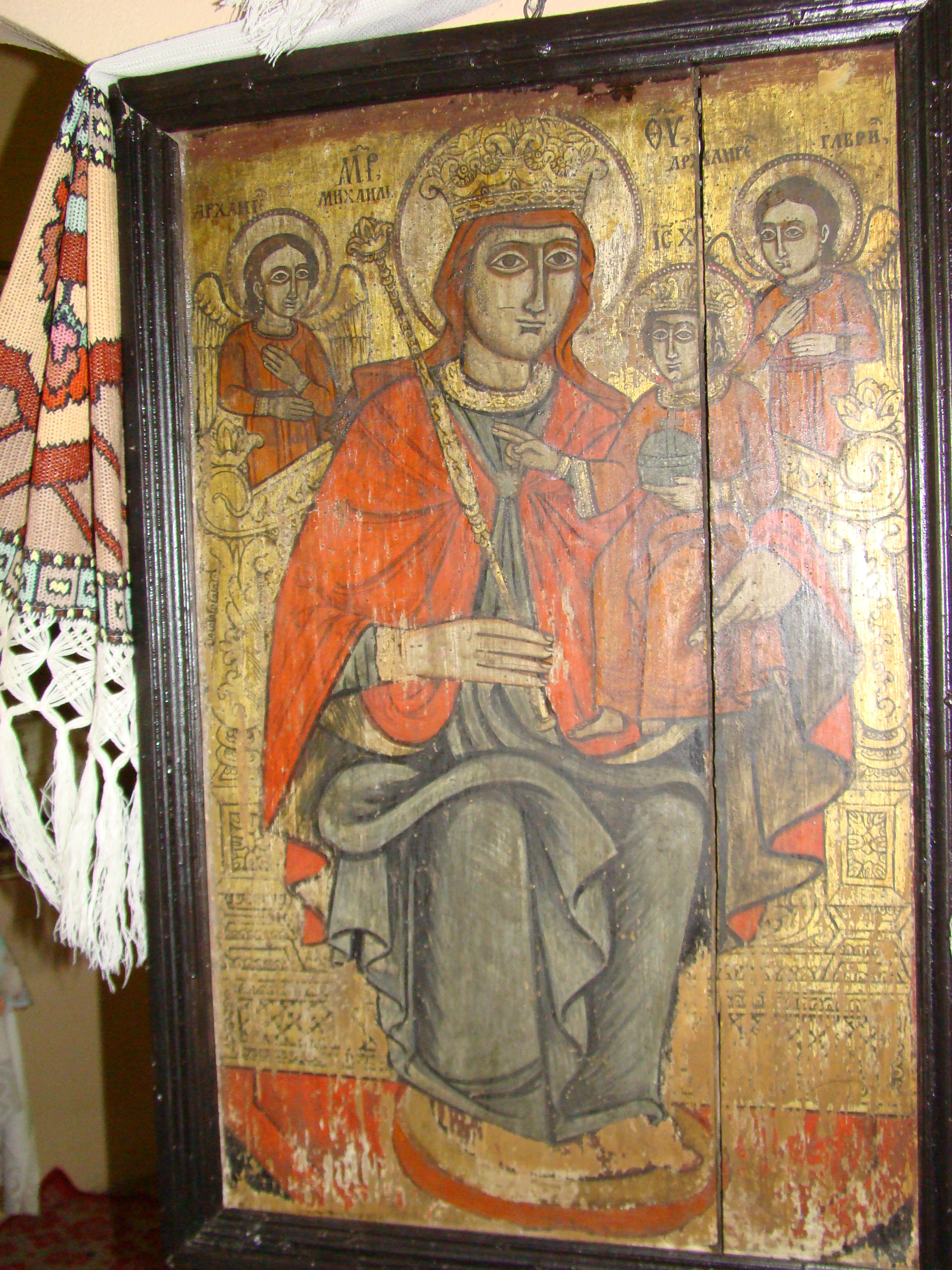
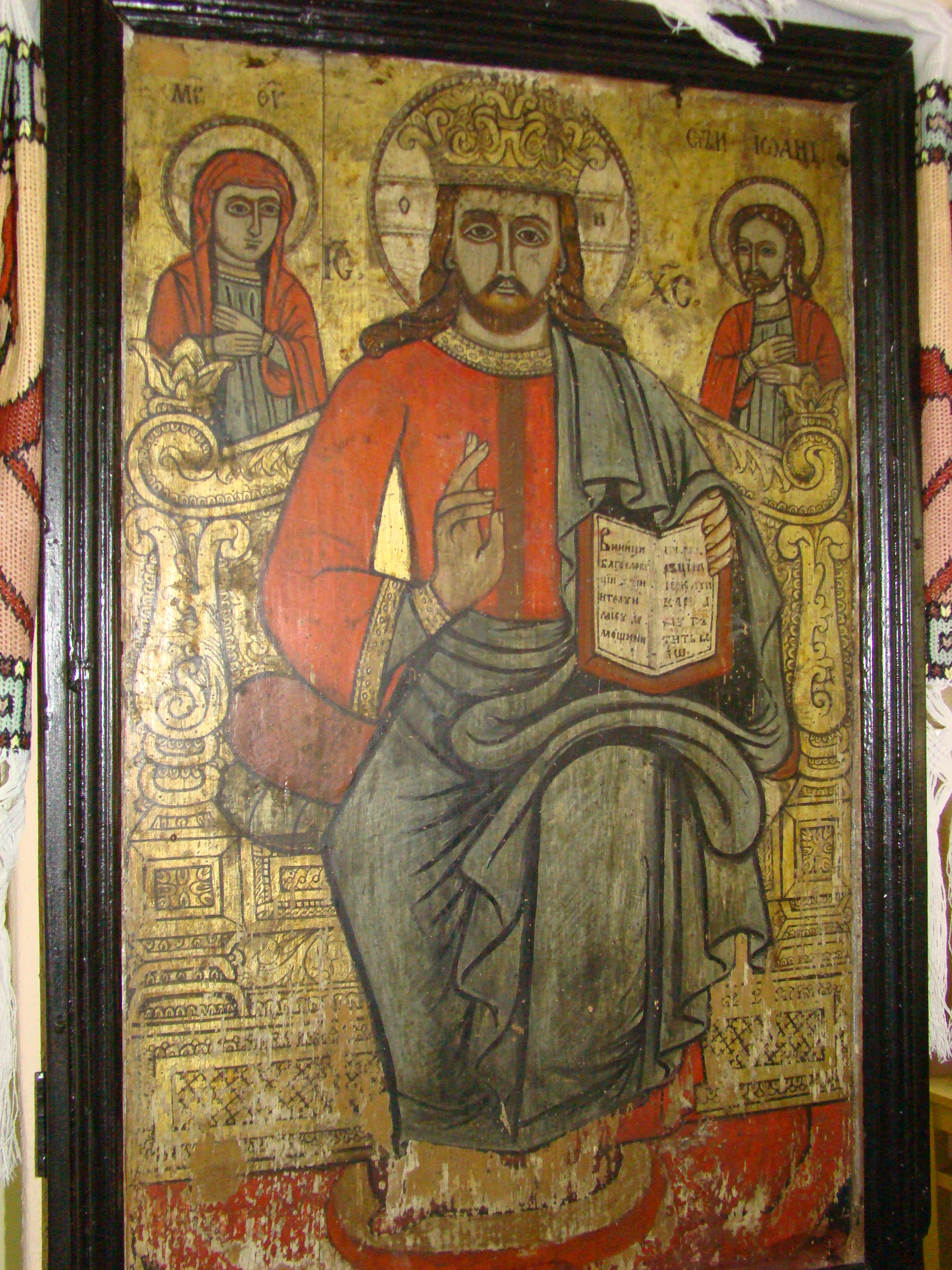